# Campeonato Mundial Femenino de Balonmano Sub-18 de 2024
El Campeonato Mundial Femenino de Balonmano Sub-18 de la IHF de 2024 es la novena edición del Campeonato Mundial Juvenil Femenino de la IHF. Se celebró en Chuzhou, China, del 14 al 25 de agosto de 2024, proclamándose campeona la Selección de España.

## Licitación de la organización
Las dos ofertas iniciales para albergar el mundial fueron Eslovenia y Macedonia del Norte pero, en el congreso de la IHF celebrado en El Cairo en 2020 se decidió no otorgarles los derechos porque ya recibían otras competiciones mundiales. La IHF recibió tres ofertas: la de la Asociación China, la de la Federación de Túnez y la Federación turca.
Tras la retirada de Túnez y Turquía, el 12 de agosto de 2023, la IHF decidió otorgar los derechos de organización a China, con un objetivo: impulsar el crecimiento del balonmano en un país donde el balonmano no es uno de los deportes más practicados. Esta es la primera vez que un país asiático organiza este evento y la primera vez desde 2010 que el torneo se celebrará fuera de Europa.

## Sedes
Los partidos se jugarán en la ciudad de Chuzhou.
| Chuzhou                           | Chuzhou                   | Chuzhou                                    |
| --------------------------------- | ------------------------- | ------------------------------------------ |
| Salón Internacional del Balonmano | Centro deportivo olímpico | Estadio de la Escuela Técnica y Vocacional |

## Calificación
| Competition                                           | Dates                           | Host         | Vacancies | Qualified |
| ----------------------------------------------------- | ------------------------------- | ------------ | --------- | --- |
| IHF Council Meeting                                   | 12 de agosto de 2023            | Croatia      | 1         | China |
| 2023 Asian Youth Championship                         | 15–24 de julio de 2023          | Noida        | 5         | República de China · India · Japón · Kazajistán · Corea del Sur                                                                                |
| 2023 European Women's U-17 Handball Championship      | 3–13 de agosto de 2023          | Podgorica    | 13        | Croacia · República Checa · Dinamarca · Francia · Alemania · Hungría · Montenegro · Países Bajos · Noruega · Rumania · Serbia · Suecia · Suiza |
| W17 EHF Championship 2023                             | 5–13 de agosto de 2023          | Çankaya      | 1         | Austria |
| W17 EHF Championship 2023                             | 5–13 de agosto de 2023          | Bakú         | 1         | España |
| 2023 African Youth Championship                       | 16–23 de septiembre de 2023     | Monastir     | 4         | Angola · Egipto · Guinea · Nigeria |
| 2023 South and Central American Youth Championship    | 21–25 de noviembre de 2023      | Buenos Aires | 3         | Argentina · Brasil · Chile |
| 2023 IHF Trophy U17 – North America and the Caribbean | 2–6 de diciembre de 2023        | Salinas      | 2         | Canadá · Groenlandia |
| 2024 IHF Inter-Continental Trophy                     | 28 febrero – 3 de marzo de 2024 | Taskent      | 1         | Kosovo |
| Invitación                                            |                                 |              | 1         | Islandia |

## Sorteo
El sorteo se celebró el 13 de abril de 2024 en Ulm, Alemania.

### Bombos
| Bombo 1                                                                      | Bombo 2                                                                                   | Bombo 3                                                                                      | Bombo 4                                                                        |
| ---------------------------------------------------------------------------- | ----------------------------------------------------------------------------------------- | -------------------------------------------------------------------------------------------- | ------------------------------------------------------------------------------ |
| Japón · Francia · Dinamarca · Alemania · Croacia · Hungría · Egipto · Serbia | Montenegro · Países Bajos · Suecia · Noruega · China · Rumania · República Checa · Brasil | Corea del Sur · España · Austria · República de China · Argentina · India · Guinea · Nigeria | Kazajistán · Chile · Angola · Suiza · Canadá · Groenlandia · Islandia · Kosovo |

## Colegiados
Los árbitros fueron anunciados el 14 de mayo de 2024.
| Árbitros            | Árbitros                            | Árbitros   | Árbitros                          |
| ------------------- | ----------------------------------- | ---------- | --------------------------------- |
| Argentina           | Santiago Correa Agustín Conberse    | Montenegro | Anđelina Kažanegra Jelena Vujacic |
| Austria             | Denis Bolic Cristoph Hurich         | Noruega    | Mads Fremstad Jorge Jørstad       |
| Brasil              | Henrique Godoy Daniel Magalhães     | Omán       | Khamis Al-Wahibi Omer Al-Shahi    |
| China               | Cheng Yufeng Zhou Yunlei            | Polonia    | Michał Fabryczny Jakub Rawicki    |
| Dinamarca           | Línea Hansen Josefina Jensen        | Rumania    | Mihai Pîrvu Mihai Potîrniche      |
| Egipto              | Mahmud El Beltagi Hamdy Mahmoud     | Senegal    | Fadel Diop Abdullah Faye          |
| Francia             | Tituán Picard Pierre Vauchez        | Suecia     | Alicia Watson Línea Welin         |
| Hungría             | Kristóf Altmár Marton Horváth       | Túnez      | Ruta Haggui Sahar Haggui          |
| Kuwait              | Maali Al-Enezi Dalal Al Naseem      | Ucrania    | María Duplii Elena Pobedrina      |
| Marruecos           | Mohamed El Ghass Zakaria El Malwane | Uruguay    | Germán Araújo Nicolás Perdomo     |
| Macedonia del Norte | Ismaili Metalari Nenad Nikolovski   | Uzbekistán | Khasan Ismoilov Jusan Ismoilov    |

## Ronda preliminar
Todas las horas son locales (UTC+8 ).

### Grupo A
| Pos | Equipo  | J | G | E | P | GF | GC  | P |
| --- | ------- | - | - | - | - | -- | --- | - |
| 1   | Suecia  | 3 | 2 | 0 | 1 | 96 | 74  | 4 |
| 2   | Serbia  | 3 | 2 | 0 | 1 | 86 | 79  | 4 |
| 3   | Austria | 3 | 2 | 0 | 1 | 93 | 84  | 4 |
| 4   | Chile   | 3 | 0 | 0 | 3 | 64 | 102 | 0 |

| 14 de agosto de 2024 10:00 | Serbia   | 27–30   | Austria            | International Handball Hall, Chuzhou Asistencia: 300 espectadores Árbitros: Picard, Vauchez |
| 14 de agosto de 2024 10:00 | Stanić 8 | (12–13) | Barnjak, Egbaimo 6 | International Handball Hall, Chuzhou Asistencia: 300 espectadores Árbitros: Picard, Vauchez |
| 14 de agosto de 2024 10:00 | 5×       | [ 13 ]  | 5×                 | International Handball Hall, Chuzhou Asistencia: 300 espectadores Árbitros: Picard, Vauchez |

| 14 de agosto de 2024 12:00 | Suecia     | 37–17  | Chile           | International Handball Hall, Chuzhou Asistencia: 300 espectadores Árbitros: Haggui, Haggui |
| 14 de agosto de 2024 12:00 | Huselius 7 | (19–8) | three players 3 | International Handball Hall, Chuzhou Asistencia: 300 espectadores Árbitros: Haggui, Haggui |
| 14 de agosto de 2024 12:00 | 4× 1×      | [ 14 ] | 1×              | International Handball Hall, Chuzhou Asistencia: 300 espectadores Árbitros: Haggui, Haggui |

| 15 de agosto de 2024 12:00 | Chile      | 24–30  | Serbia    | International Handball Hall, Chuzhou Asistencia: 200 espectadores Árbitros: Al-Wahibi, Al-Shahi |
| 15 de agosto de 2024 12:00 | González 8 | (9–11) | Radović 7 | International Handball Hall, Chuzhou Asistencia: 200 espectadores Árbitros: Al-Wahibi, Al-Shahi |
| 15 de agosto de 2024 12:00 | [ 15 ]     |        |           | International Handball Hall, Chuzhou Asistencia: 200 espectadores Árbitros: Al-Wahibi, Al-Shahi |

| 15 de agosto de 2024 14:00 | Suecia  | 34–28   | Austria  | International Handball Hall, Chuzhou Asistencia: 550 espectadores Árbitros: Diop, Faye |
| 15 de agosto de 2024 14:00 | Rydén 8 | (16–14) | Baljak 7 | International Handball Hall, Chuzhou Asistencia: 550 espectadores Árbitros: Diop, Faye |
| 15 de agosto de 2024 14:00 |         | [ 16 ]  | 5× 2× 1× | International Handball Hall, Chuzhou Asistencia: 550 espectadores Árbitros: Diop, Faye |

| 17 de agosto de 2024 10:00 | Austria     | 35–23   | Chile           | International Handball Hall, Chuzhou Asistencia: 200 espectadores Árbitros: El Ghass, El Malwane |
| 17 de agosto de 2024 10:00 | Polanszky 6 | (20–12) | three players 4 | International Handball Hall, Chuzhou Asistencia: 200 espectadores Árbitros: El Ghass, El Malwane |
| 17 de agosto de 2024 10:00 | 2×          | [ 17 ]  | 3×              | International Handball Hall, Chuzhou Asistencia: 200 espectadores Árbitros: El Ghass, El Malwane |

| 17 de agosto de 2024 12:00 | Serbia      | 29–25   | Suecia             | International Handball Hall, Chuzhou Asistencia: 260 espectadores Árbitros: Correa, Conberse |
| 17 de agosto de 2024 12:00 | Otašević 12 | (13–11) | Johansson, Rydén 5 | International Handball Hall, Chuzhou Asistencia: 260 espectadores Árbitros: Correa, Conberse |
| 17 de agosto de 2024 12:00 | 1×          | [ 18 ]  | 4×                 | International Handball Hall, Chuzhou Asistencia: 260 espectadores Árbitros: Correa, Conberse |

### Grupo B
| Pos | Equipo     | J | G | E | P | GF | GC | P |
| --- | ---------- | - | - | - | - | -- | -- | - |
| 1   | Croacia    | 3 | 2 | 1 | 0 | 79 | 43 | 5 |
| 2   | Montenegro | 3 | 2 | 1 | 0 | 70 | 43 | 5 |
| 3   | Nigeria    | 3 | 1 | 0 | 2 | 49 | 78 | 2 |
| 4   | Angola     | 3 | 0 | 0 | 3 | 51 | 85 | 0 |

| 14 de agosto de 2024 14:00 | Montenegro  | 26–16   | Angola   | International Handball Hall, Chuzhou Asistencia: 270 espectadores Árbitros: Correa, Converse |
| 14 de agosto de 2024 14:00 | Ramusovic 7 | (14-10) | Manuel 3 | International Handball Hall, Chuzhou Asistencia: 270 espectadores Árbitros: Correa, Converse |
| 14 de agosto de 2024 14:00 | 5×          |         | 3×       | International Handball Hall, Chuzhou Asistencia: 270 espectadores Árbitros: Correa, Converse |

| 14 de agosto de 2024 | Croacia | 31-11 | Nigeria | International Handball Hall, Chuzhou Asistencia: 50 espectadores Árbitros: Hansen, Jensen |
| 14 de agosto de 2024 | (16–6)  |       |         | International Handball Hall, Chuzhou Asistencia: 50 espectadores Árbitros: Hansen, Jensen |
| 14 de agosto de 2024 | 5×      |       | 9×      | International Handball Hall, Chuzhou Asistencia: 50 espectadores Árbitros: Hansen, Jensen |

| 15 de agosto de 2024 12:00 | Angola    | 14–30  | Croacia   | International Handball Hall, Chuzhou Asistencia: 50 espectadores Árbitros: Pîrvu, Potîrniche |
| 15 de agosto de 2024 12:00 | Paulino 6 | (4–19) | Vuković 8 | International Handball Hall, Chuzhou Asistencia: 50 espectadores Árbitros: Pîrvu, Potîrniche |
| 15 de agosto de 2024 12:00 | 2× 1×     | [ 19 ] | 4× 1×     | International Handball Hall, Chuzhou Asistencia: 50 espectadores Árbitros: Pîrvu, Potîrniche |

| 15 de agosto de 2024 14:00 | Montenegro | 26–9   | Nigeria     | International Handball Hall, Chuzhou Asistencia: 150 espectadores Árbitros: El-Beltagy, Mahmoud |
| 15 de agosto de 2024 14:00 | Ćeklić 6   | (13-6) | Babatunde 4 | International Handball Hall, Chuzhou Asistencia: 150 espectadores Árbitros: El-Beltagy, Mahmoud |
| 15 de agosto de 2024 14:00 | 4×         |        | 5× 1×       | International Handball Hall, Chuzhou Asistencia: 150 espectadores Árbitros: El-Beltagy, Mahmoud |

| 17 de agosto de 2024 14:00 | Nigeria     | 29-21  | Angola     | International Handball Hall, Chuzhou Asistencia: 100 espectadores Árbitros: Duplii, Pobedrina |
| 17 de agosto de 2024 14:00 | Ogbusimba 8 | (11-9) | Domingos 7 | International Handball Hall, Chuzhou Asistencia: 100 espectadores Árbitros: Duplii, Pobedrina |
| 17 de agosto de 2024 14:00 | 5×          |        | 5× 1×      | International Handball Hall, Chuzhou Asistencia: 100 espectadores Árbitros: Duplii, Pobedrina |

| 17 de agosto de 2024 12:00 | Croacia   | 18–18  | Montenegro | International Handball Hall, Chuzhou Asistencia: 290 espectadores Árbitros: Picard, Vauchez |
| 17 de agosto de 2024 12:00 | Fratnik 7 | (8–9)  | Mitrović 5 | International Handball Hall, Chuzhou Asistencia: 290 espectadores Árbitros: Picard, Vauchez |
| 17 de agosto de 2024 12:00 | 6×        | [ 20 ] | 5×         | International Handball Hall, Chuzhou Asistencia: 290 espectadores Árbitros: Picard, Vauchez |

### Grupo C
| Pos | Equipo        | J | G | E | P | GF  | GC  | P |
| --- | ------------- | - | - | - | - | --- | --- | - |
| 1   | Japón         | 3 | 2 | 1 | 0 | 109 | 64  | 5 |
| 2   | Países Bajos  | 3 | 2 | 0 | 1 | 92  | 56  | 4 |
| 3   | Corea del Sur | 3 | 1 | 1 | 1 | 112 | 68  | 3 |
| 4   | Canadá        | 3 | 0 | 0 | 3 | 33  | 158 | 0 |

| 14 de agosto de 2024 10:00 | Japón        | 27–27   | Corea del Sur  | Olympic Sports Center, Chuzhou Asistencia: 200 espectadores Árbitros: Cheng, Zhou |
| 14 de agosto de 2024 10:00 | Yasugahira 6 | (12–14) | four players 5 | Olympic Sports Center, Chuzhou Asistencia: 200 espectadores Árbitros: Cheng, Zhou |
| 14 de agosto de 2024 10:00 | 3×           | [ 21 ]  | 3× 1×          | Olympic Sports Center, Chuzhou Asistencia: 200 espectadores Árbitros: Cheng, Zhou |

| 14 de agosto de 2024 12:00 | Países Bajos | 41-6   | Canadá    | International Handball Hall, Chuzhou Asistencia: 100 espectadores Árbitros: Watson, Welin |
| 14 de agosto de 2024 12:00 | van Galen 8  | (21-5) | Lemaire 3 | International Handball Hall, Chuzhou Asistencia: 100 espectadores Árbitros: Watson, Welin |
| 14 de agosto de 2024 12:00 | 1×           |        | 4× 1×     | International Handball Hall, Chuzhou Asistencia: 100 espectadores Árbitros: Watson, Welin |

| 15 de agosto de 2024 16:00 | Países Bajos | 24-19   | Corea del Sur | International Handball Hall, Chuzhou Asistencia: 300 espectadores Árbitros: Ismoilov, Ismoilov |
| 15 de agosto de 2024 16:00 | Horvers 7    | (10-13) | Hyeon-ji 4    | International Handball Hall, Chuzhou Asistencia: 300 espectadores Árbitros: Ismoilov, Ismoilov |
| 15 de agosto de 2024 16:00 | 2×           |         | 4× 1×         | International Handball Hall, Chuzhou Asistencia: 300 espectadores Árbitros: Ismoilov, Ismoilov |

| 15 de agosto de 2024 18:00 | Canadá      | 10–51  | Japón        | Olympic Sports Center, Chuzhou Asistencia: 500 espectadores Árbitros: Duplii, Pobedrina |
| 15 de agosto de 2024 18:00 | Boisclair 3 | (3–21) | Yasugahira 9 | Olympic Sports Center, Chuzhou Asistencia: 500 espectadores Árbitros: Duplii, Pobedrina |
| 15 de agosto de 2024 18:00 | 3×          | [ 22 ] | 2×           | Olympic Sports Center, Chuzhou Asistencia: 500 espectadores Árbitros: Duplii, Pobedrina |

| 17 de agosto de 2024 12:00 | Corea del Sur | 66–17  | Canadá    | Olympic Sports Center, Chuzhou Asistencia: 200 espectadores Árbitros: Fabryczny, Rawicki |
| 17 de agosto de 2024 12:00 | Kim J. 11     | (37–9) | Leclair 6 | Olympic Sports Center, Chuzhou Asistencia: 200 espectadores Árbitros: Fabryczny, Rawicki |
| 17 de agosto de 2024 12:00 | 5× 2× 1×      | [ 23 ] | 7× 1×     | Olympic Sports Center, Chuzhou Asistencia: 200 espectadores Árbitros: Fabryczny, Rawicki |

| 17 de agosto de 2024 14:00 | Japón   | 31–27   | Países Bajos | Olympic Sports Center, Chuzhou Asistencia: 200 espectadores Árbitros: Metalari, Nikolovski |
| 17 de agosto de 2024 14:00 | Nakao 6 | (13–13) | Van Galen 8  | Olympic Sports Center, Chuzhou Asistencia: 200 espectadores Árbitros: Metalari, Nikolovski |
| 17 de agosto de 2024 14:00 | 1×      | [ 24 ]  | 5×           | Olympic Sports Center, Chuzhou Asistencia: 200 espectadores Árbitros: Metalari, Nikolovski |

### Grupo D
| Pos | Equipo  | J | G | E | P | GF  | GC  | P |
| --- | ------- | - | - | - | - | --- | --- | - |
| 1   | Francia | 3 | 3 | 0 | 0 | 128 | 48  | 6 |
| 2   | Brasil  | 3 | 2 | 0 | 1 | 91  | 72  | 4 |
| 3   | Kosovo  | 3 | 1 | 0 | 2 | 62  | 97  | 2 |
| 4   | India   | 3 | 0 | 0 | 3 | 45  | 109 | 0 |

| 14 de agosto de 2024 14:00 | Francia | 50–14  | India    | Olympic Sports Center, Chuzhou Asistencia: 100 espectadores Árbitros: Al-Shahi, Al-Wahibi |
| 14 de agosto de 2024 14:00 | Andon 8 | (28–7) | Renuka 6 | Olympic Sports Center, Chuzhou Asistencia: 100 espectadores Árbitros: Al-Shahi, Al-Wahibi |
| 14 de agosto de 2024 14:00 |         | [ 25 ] | 4×       | Olympic Sports Center, Chuzhou Asistencia: 100 espectadores Árbitros: Al-Shahi, Al-Wahibi |

| 14 de agosto de 2024 16:00 | Brasil   | 39-21   | Kosovo   | International Handball Hall, Chuzhou Asistencia: 300 espectadores Árbitros: Fremstad, Jørstad |
| 14 de agosto de 2024 16:00 | Ladeia 8 | (19-11) | Imeraj 5 | International Handball Hall, Chuzhou Asistencia: 300 espectadores Árbitros: Fremstad, Jørstad |
| 14 de agosto de 2024 16:00 | 3× 1×    |         | 6× 1×    | International Handball Hall, Chuzhou Asistencia: 300 espectadores Árbitros: Fremstad, Jørstad |

| 15 de agosto de 2024 16:00 | Kosovo            | 16–44  | Francia  | International Handball Hall, Chuzhou Asistencia: 100 espectadores Árbitros: Cheng, Zhou |
| 15 de agosto de 2024 16:00 | Bibaj, Gjergjaj 4 | (7–20) | Senant 6 | International Handball Hall, Chuzhou Asistencia: 100 espectadores Árbitros: Cheng, Zhou |
| 15 de agosto de 2024 16:00 | 1×                | [ 26 ] | 2×       | International Handball Hall, Chuzhou Asistencia: 100 espectadores Árbitros: Cheng, Zhou |

| 15 de agosto de 2024 18:00 | Brasil            | 34–17   | India    | International Handball Hall, Chuzhou Asistencia: 100 espectadores Árbitros: Metalari, Nikolovski |
| 15 de agosto de 2024 18:00 | Ladeia, Vitória 6 | (14–11) | Sujata 9 | International Handball Hall, Chuzhou Asistencia: 100 espectadores Árbitros: Metalari, Nikolovski |
| 15 de agosto de 2024 18:00 | 3×                | [ 27 ]  | 4× 1×    | International Handball Hall, Chuzhou Asistencia: 100 espectadores Árbitros: Metalari, Nikolovski |

| 17 de agosto de 2024 16:00 | Francia | 34-18  | Brasil    | International Handball Hall, Chuzhou Asistencia: 300 espectadores Árbitros: Altmár, Horváth |
| 17 de agosto de 2024 16:00 | Abdou 6 | (18-6) | Vitória 4 | International Handball Hall, Chuzhou Asistencia: 300 espectadores Árbitros: Altmár, Horváth |
| 17 de agosto de 2024 16:00 | 4×      |        | 1×        | International Handball Hall, Chuzhou Asistencia: 300 espectadores Árbitros: Altmár, Horváth |

| 17 de agosto de 2024 14:00 | India           | 14–25  | Kosovo  | Vocational and Technical College Stadium, Chuzhou Asistencia: 350 espectadores Árbitros: El-Beltagy, Mahmoud |
| 17 de agosto de 2024 14:00 | three players 4 | (6–15) | Dresh 7 | Vocational and Technical College Stadium, Chuzhou Asistencia: 350 espectadores Árbitros: El-Beltagy, Mahmoud |
| 17 de agosto de 2024 14:00 | 3×              |        | 3×      | Vocational and Technical College Stadium, Chuzhou Asistencia: 350 espectadores Árbitros: El-Beltagy, Mahmoud |

### Grupo E
| Pos | Equipo       | J | G | E | P | GF  | GC  | P |
| --- | ------------ | - | - | - | - | --- | --- | - |
| 1   | Dinamarca    | 3 | 3 | 0 | 0 | 117 | 43  | 6 |
| 2   | China        | 3 | 2 | 0 | 1 | 97  | 65  | 4 |
| 3   | China Taipéi | 3 | 1 | 0 | 2 | 61  | 91  | 2 |
| 4   | Groenlandia  | 3 | 0 | 0 | 3 | 40  | 116 | 0 |

| 14 de agosto de 2024 18:30 | China      | 46-17  | Groenlandia  | International Handball Hall, Chuzhou Asistencia: 2000 espectadores Árbitros: Al-Enezi, Al-Naseem |
| 14 de agosto de 2024 18:30 | Xin Ying 5 | (21-7) | Bjørnestad 8 | International Handball Hall, Chuzhou Asistencia: 2000 espectadores Árbitros: Al-Enezi, Al-Naseem |
| 14 de agosto de 2024 18:30 | 4×         |        |              | International Handball Hall, Chuzhou Asistencia: 2000 espectadores Árbitros: Al-Enezi, Al-Naseem |

| 14 de agosto de 2024 20:30 | Dinamarca | 47–13  | República de China | International Handball Hall, Chuzhou Asistencia: 350 espectadores Árbitros: El Ghass, El Malwane |
| 14 de agosto de 2024 20:30 | Jensen 11 | (26–5) | Lin C. 3           | International Handball Hall, Chuzhou Asistencia: 350 espectadores Árbitros: El Ghass, El Malwane |
| 14 de agosto de 2024 20:30 | 3×        |        | 4×                 | International Handball Hall, Chuzhou Asistencia: 350 espectadores Árbitros: El Ghass, El Malwane |

| 16 de agosto de 2024 16:00 | Groenlandia  | 8–42   | Dinamarca       | International Handball Hall, Chuzhou Asistencia: 300 espectadores Árbitros: Godoy, Magalhães |
| 16 de agosto de 2024 16:00 | Bjørnestad 4 | (5–20) | Hoppe, Jensen 6 | International Handball Hall, Chuzhou Asistencia: 300 espectadores Árbitros: Godoy, Magalhães |
| 16 de agosto de 2024 16:00 |              | 1×     |                 | International Handball Hall, Chuzhou Asistencia: 300 espectadores Árbitros: Godoy, Magalhães |

| 16 de agosto de 2024 18:00 | China | 29–20  | República de China | International Handball Hall, Chuzhou Asistencia: 1,000 espectadores Árbitros: Watson, Welin |
| 16 de agosto de 2024 18:00 | Pan 6 | (12–8) | Lin C. 9           | International Handball Hall, Chuzhou Asistencia: 1,000 espectadores Árbitros: Watson, Welin |
| 16 de agosto de 2024 18:00 | 1×    |        | 1×                 | International Handball Hall, Chuzhou Asistencia: 1,000 espectadores Árbitros: Watson, Welin |

| 17 de agosto de 2024 18:00 | Dinamarca       | 28-22   | China         | International Handball Hall, Chuzhou Asistencia: 5050 espectadores Árbitros: Pîrvu, Potîrniche |
| 17 de agosto de 2024 18:00 | Andrea Jensen 8 | (14-13) | Huang Zidie 7 | International Handball Hall, Chuzhou Asistencia: 5050 espectadores Árbitros: Pîrvu, Potîrniche |
| 17 de agosto de 2024 18:00 |                 |         |               | International Handball Hall, Chuzhou Asistencia: 5050 espectadores Árbitros: Pîrvu, Potîrniche |

| 17 de agosto de 2024 18:00 | República de China | 28–15  | Groenlandia          | Vocational and Technical College Stadium, Chuzhou Asistencia: 550 espectadores Árbitros: Haggui, Haggui |
| 17 de agosto de 2024 18:00 | Lin C. 6           | (15–5) | Bjørnestad, Jensen 5 | Vocational and Technical College Stadium, Chuzhou Asistencia: 550 espectadores Árbitros: Haggui, Haggui |
| 17 de agosto de 2024 18:00 | 3×                 |        |                      | Vocational and Technical College Stadium, Chuzhou Asistencia: 550 espectadores Árbitros: Haggui, Haggui |

### Grupo F
| Pos | Equipo     | J | G | E | P | GF  | GC  | Pts |
| --- | ---------- | - | - | - | - | --- | --- | --- |
| 1   | Hungría    | 3 | 3 | 0 | 0 | 106 | 53  | 6   |
| 2   | Noruega    | 3 | 2 | 0 | 1 | 97  | 56  | 4   |
| 3   | Argentina  | 3 | 1 | 0 | 2 | 62  | 72  | 2   |
| 4   | Kazajistán | 3 | 0 | 0 | 3 | 31  | 115 | 0   |

| 14 de agosto de 2024 18:00 | Hungría                 | 31–18  | Argentina | Olympic Sports Center, Chuzhou Asistencia: 200 espectadores Árbitros: Fabryczny, Rawicki |
| 14 de agosto de 2024 18:00 | Papp, Keceli-Mészáros 6 | (14–9) | Patrone 5 | Olympic Sports Center, Chuzhou Asistencia: 200 espectadores Árbitros: Fabryczny, Rawicki |
| 14 de agosto de 2024 18:00 | 8× 1×                   | [ 28 ] | 3× 1×     | Olympic Sports Center, Chuzhou Asistencia: 200 espectadores Árbitros: Fabryczny, Rawicki |

| 14 de agosto de 2024 20:00 | Noruega         | 43–9   | Kazajistán | Olympic Sports Center, Chuzhou Asistencia: 100 espectadores Árbitros: Araújo, Perdomo |
| 14 de agosto de 2024 20:00 | three players 6 | (21–2) | Altynbek 4 | Olympic Sports Center, Chuzhou Asistencia: 100 espectadores Árbitros: Araújo, Perdomo |
| 14 de agosto de 2024 20:00 | 1×              | [ 29 ] | 1×         | Olympic Sports Center, Chuzhou Asistencia: 100 espectadores Árbitros: Araújo, Perdomo |

| 16 de agosto de 2024 16:00 | Kazajistán          | 9–45   | Hungría | Olympic Sports Center, Chuzhou Asistencia: 300 espectadores Árbitros: Haggui, Haggui |
| 16 de agosto de 2024 16:00 | Ertazayeva, Paley 3 | (5–22) | Bede 7  | Olympic Sports Center, Chuzhou Asistencia: 300 espectadores Árbitros: Haggui, Haggui |
| 16 de agosto de 2024 16:00 | 4× 1×               | [ 30 ] | 2×      | Olympic Sports Center, Chuzhou Asistencia: 300 espectadores Árbitros: Haggui, Haggui |

| 16 de agosto de 2024 18:00 | Noruega       | 28–17  | Argentina | Olympic Sports Center, Chuzhou Asistencia: 300 espectadores Árbitros: Al-Enezi, Al-Naseem |
| 16 de agosto de 2024 18:00 | Gulbrandsen 9 | (13–9) | Molina 6  | Olympic Sports Center, Chuzhou Asistencia: 300 espectadores Árbitros: Al-Enezi, Al-Naseem |
| 16 de agosto de 2024 18:00 | 3×            | [ 31 ] | 2×        | Olympic Sports Center, Chuzhou Asistencia: 300 espectadores Árbitros: Al-Enezi, Al-Naseem |

| 17 de agosto de 2024 20:00 | Argentina  | 27–13  | Kazajistán | Olympic Sports Center, Chuzhou Asistencia: 300 espectadores Árbitros: Al-Wahibi, Al-Shahi |
| 17 de agosto de 2024 20:00 | Losarcos 9 | (12–9) | Altynbek 5 | Olympic Sports Center, Chuzhou Asistencia: 300 espectadores Árbitros: Al-Wahibi, Al-Shahi |
| 17 de agosto de 2024 20:00 | 3×         | [ 32 ] | 1×         | Olympic Sports Center, Chuzhou Asistencia: 300 espectadores Árbitros: Al-Wahibi, Al-Shahi |

| 17 de agosto de 2024 20:00 | Hungría    | 30–26   | Noruega       | International Handball Hall, Chuzhou Asistencia: 500 espectadores Árbitros: Bolic, Hurich |
| 17 de agosto de 2024 20:00 | Fazekas 13 | (17–10) | Halldorsson 5 | International Handball Hall, Chuzhou Asistencia: 500 espectadores Árbitros: Bolic, Hurich |
| 17 de agosto de 2024 20:00 |            | [ 33 ]  | 3× 1×         | International Handball Hall, Chuzhou Asistencia: 500 espectadores Árbitros: Bolic, Hurich |

### Grupo G
| Pos | Equipo  | J | G | E | P | GF | GC  | P |
| --- | ------- | - | - | - | - | -- | --- | - |
| 1   | España  | 3 | 3 | 0 | 0 | 87 | 63  | 6 |
| 2   | Suiza   | 3 | 2 | 0 | 1 | 74 | 68  | 4 |
| 3   | Rumania | 3 | 1 | 0 | 2 | 80 | 79  | 2 |
| 4   | Egipto  | 3 | 0 | 0 | 3 | 70 | 101 | 0 |

| 14 de agosto de 2024 16:00 | Rumania | 24–25   | Suiza     | Olympic Sports Center, Chuzhou Asistencia: 100 espectadores Árbitros: Duplii, Pobedrina |
| 14 de agosto de 2024 16:00 | Niță 5  | (16–12) | Baumann 6 | Olympic Sports Center, Chuzhou Asistencia: 100 espectadores Árbitros: Duplii, Pobedrina |
| 14 de agosto de 2024 16:00 | 8×      | [ 34 ]  | 3× 1×     | Olympic Sports Center, Chuzhou Asistencia: 100 espectadores Árbitros: Duplii, Pobedrina |

| 14 de agosto de 2024 18:00 | Egipto       | 22-37   | España  | International Handball Hall, Chuzhou Asistencia: 300 espectadores Árbitros: Godoy, Magalhães |
| 14 de agosto de 2024 18:00 | Safeyelden 7 | (11-19) | Solís 7 | International Handball Hall, Chuzhou Asistencia: 300 espectadores Árbitros: Godoy, Magalhães |
| 14 de agosto de 2024 18:00 | 2×           |         | 4×      | International Handball Hall, Chuzhou Asistencia: 300 espectadores Árbitros: Godoy, Magalhães |

| 16 de agosto de 2024 12:00 | Suiza        | 28–19  | Egipto       | Olympic Sports Center, Chuzhou Asistencia: 100 espectadores Árbitros: Araújo, Perdomo |
| 16 de agosto de 2024 12:00 | Emmenegger 7 | (11–7) | S. Mahmoud 5 | Olympic Sports Center, Chuzhou Asistencia: 100 espectadores Árbitros: Araújo, Perdomo |
| 16 de agosto de 2024 12:00 | 2×           | [ 35 ] | 4×           | Olympic Sports Center, Chuzhou Asistencia: 100 espectadores Árbitros: Araújo, Perdomo |

| 16 de agosto de 2024 14:00 | Rumania   | 20–25   | España         | Olympic Sports Center, Chuzhou Asistencia: 200 espectadores Árbitros: Kažanegra, Vujačić |
| 16 de agosto de 2024 14:00 | Bodijar 6 | (11–13) | B. Rodríguez 9 | Olympic Sports Center, Chuzhou Asistencia: 200 espectadores Árbitros: Kažanegra, Vujačić |
| 16 de agosto de 2024 14:00 | 4× 1×     | [ 36 ]  | 3× 1×          | Olympic Sports Center, Chuzhou Asistencia: 200 espectadores Árbitros: Kažanegra, Vujačić |

| 17 de agosto de 2024 16:00 | España         | 25–21   | Suiza     | Olympic Sports Center, Chuzhou Asistencia: 400 espectadores Árbitros: Hansen, Jensen |
| 17 de agosto de 2024 16:00 | four players 3 | (14–13) | Brunett 7 | Olympic Sports Center, Chuzhou Asistencia: 400 espectadores Árbitros: Hansen, Jensen |
| 17 de agosto de 2024 16:00 | 1×             | [ 37 ]  | 3×        | Olympic Sports Center, Chuzhou Asistencia: 400 espectadores Árbitros: Hansen, Jensen |

| 17 de agosto de 2024 18:00 | Egipto     | 29–36   | Rumania         | Olympic Sports Center, Chuzhou Asistencia: 400 espectadores Árbitros: Ismoilov, Ismoilov |
| 17 de agosto de 2024 18:00 | Mahmoud 10 | (14–17) | three players 6 | Olympic Sports Center, Chuzhou Asistencia: 400 espectadores Árbitros: Ismoilov, Ismoilov |
| 17 de agosto de 2024 18:00 | 3×         | [ 38 ]  | 1×              | Olympic Sports Center, Chuzhou Asistencia: 400 espectadores Árbitros: Ismoilov, Ismoilov |

### Grupo H
| Pos | Equipo          | J | G | E | P | GF  | GC | P |
| --- | --------------- | - | - | - | - | --- | -- | - |
| 1   | Alemania        | 3 | 3 | 0 | 0 | 106 | 67 | 6 |
| 2   | República Checa | 3 | 2 | 0 | 1 | 83  | 63 | 4 |
| 3   | Islandia        | 3 | 1 | 0 | 2 | 68  | 79 | 2 |
| 4   | Guinea          | 3 | 0 | 0 | 3 | 51  | 99 | 0 |

| 14 de agosto de 2024 14:00 | Alemania   | 42–18  | Guinea                | International Handball Hall, Chuzhou Asistencia: 250 espectadores Árbitros: Altmár, Horváth |
| 14 de agosto de 2024 14:00 | Tucholke 9 | (22–9) | Koumbassa, H. Sylla 4 | International Handball Hall, Chuzhou Asistencia: 250 espectadores Árbitros: Altmár, Horváth |
| 14 de agosto de 2024 14:00 | 1×         | [ 39 ] | 5×                    | International Handball Hall, Chuzhou Asistencia: 250 espectadores Árbitros: Altmár, Horváth |

| 14 de agosto de 2024 16:00 | República Checa | 28–17  | Islandia                      | International Handball Hall, Chuzhou Asistencia: 800 espectadores Árbitros: Bolic, Hurich |
| 14 de agosto de 2024 16:00 | Rampová 6       | (16–4) | Hrafnkelsdóttir, Pálsdóttir 3 | International Handball Hall, Chuzhou Asistencia: 800 espectadores Árbitros: Bolic, Hurich |
| 14 de agosto de 2024 16:00 | 4×              | [ 40 ] | 4× 1×                         | International Handball Hall, Chuzhou Asistencia: 800 espectadores Árbitros: Bolic, Hurich |

| 16 de agosto de 2024 12:00 | República Checa | 32–13  | Guinea      | International Handball Hall, Chuzhou Asistencia: 50 espectadores Árbitros: Fremstad, Jørstad |
| 16 de agosto de 2024 12:00 | Rampová 7       | (17–5) | Koumbassa 4 | International Handball Hall, Chuzhou Asistencia: 50 espectadores Árbitros: Fremstad, Jørstad |
| 16 de agosto de 2024 12:00 | 3×              | [ 41 ] | 8× 1×       | International Handball Hall, Chuzhou Asistencia: 50 espectadores Árbitros: Fremstad, Jørstad |

| 16 de agosto de 2024 14:00 | Islandia       | 26–31   | Alemania            | International Handball Hall, Chuzhou Asistencia: 150 espectadores Árbitros: Correa, Conberse |
| 16 de agosto de 2024 14:00 | Eiríksdóttir 7 | (15–14) | Tucholke, Walther 6 | International Handball Hall, Chuzhou Asistencia: 150 espectadores Árbitros: Correa, Conberse |
| 16 de agosto de 2024 14:00 | 4× 2×          | [ 42 ]  | 4× 1×               | International Handball Hall, Chuzhou Asistencia: 150 espectadores Árbitros: Correa, Conberse |

| 17 de agosto de 2024 16:00 | Guinea     | 20–25   | Islandia     | Vocational and Technical College Stadium, Chuzhou Asistencia: 450 espectadores Árbitros: Cheng, Zhou |
| 17 de agosto de 2024 16:00 | H. Sylla 5 | (11–13) | Pálsdóttir 6 | Vocational and Technical College Stadium, Chuzhou Asistencia: 450 espectadores Árbitros: Cheng, Zhou |
| 17 de agosto de 2024 16:00 | 5× 1×      | [ 43 ]  |              | Vocational and Technical College Stadium, Chuzhou Asistencia: 450 espectadores Árbitros: Cheng, Zhou |

| 17 de agosto de 2024 16:00 | Alemania         | 33–23  | República Checa | International Handball Hall, Chuzhou Asistencia: 400 espectadores Árbitros: Kažanegra, Vujačić |
| 17 de agosto de 2024 16:00 | Rohr, Tucholke 7 | (17–5) | Pazderová 5     | International Handball Hall, Chuzhou Asistencia: 400 espectadores Árbitros: Kažanegra, Vujačić |
| 17 de agosto de 2024 16:00 | 2×               | [ 44 ] | 2×              | International Handball Hall, Chuzhou Asistencia: 400 espectadores Árbitros: Kažanegra, Vujačić |

## Copa del Presidente
Se suman los puntos obtenidos en los partidos contra el equipo del mismo grupo.

### Grupo I
| P | Equipo  | J | G | E | P | GF  | GC | Pts |
| - | ------- | - | - | - | - | --- | -- | --- |
| 1 | Austria | 3 | 3 | 0 | 0 | 106 | 57 | 6   |
| 2 | Nigeria | 3 | 1 | 0 | 2 | 65  | 77 | 2   |
| 3 | Angola  | 3 | 1 | 0 | 2 | 73  | 88 | 2   |
| 4 | Chile   | 3 | 1 | 0 | 2 | 67  | 89 | 2   |

| 18 de agosto de 2024 12:00 | Austria     | 38-20  | Angola     | Olympic Sports Center, Chuzhou Asistencia: 150 espectadores Árbitros: Fabryczny, Rawicki |
| 18 de agosto de 2024 12:00 | Polanszky 7 | (13-9) | Domingos 8 | Olympic Sports Center, Chuzhou Asistencia: 150 espectadores Árbitros: Fabryczny, Rawicki |
| 18 de agosto de 2024 12:00 | 2×          |        | 6×         | Olympic Sports Center, Chuzhou Asistencia: 150 espectadores Árbitros: Fabryczny, Rawicki |

| 18 de agosto de 2024 14:00 | Nigeria     | 22–23   | Chile     | Olympic Sports Center, Chuzhou Asistencia: 300 espectadores Árbitros: Watson, Welin |
| 18 de agosto de 2024 14:00 | Babatunde 7 | (10–11) | Larenas 7 | Olympic Sports Center, Chuzhou Asistencia: 300 espectadores Árbitros: Watson, Welin |
| 18 de agosto de 2024 14:00 | 6× 1×       | [ 45 ]  | 1×        | Olympic Sports Center, Chuzhou Asistencia: 300 espectadores Árbitros: Watson, Welin |

| 20 de agosto de 2024 12:00 | Austria            | 33–14  | Nigeria     | Vocational and Technical College Stadium, Chuzhou Asistencia: 100 espectadores Árbitros: Cheng, Zhou |
| 20 de agosto de 2024 12:00 | Chroust, Egbaimo 5 | (17–8) | Onyekwere 4 | Vocational and Technical College Stadium, Chuzhou Asistencia: 100 espectadores Árbitros: Cheng, Zhou |
| 20 de agosto de 2024 12:00 | 1×                 | [ 46 ] | 3×          | Vocational and Technical College Stadium, Chuzhou Asistencia: 100 espectadores Árbitros: Cheng, Zhou |

| 20 de agosto de 2024 14:00 | Chile      | 21–32  | Angola         | Vocational and Technical College Stadium, Chuzhou Asistencia: 250 espectadores Árbitros: Kažanegra, Vujačić |
| 20 de agosto de 2024 14:00 | González 4 | (9–11) | C. Domingos 14 | Vocational and Technical College Stadium, Chuzhou Asistencia: 250 espectadores Árbitros: Kažanegra, Vujačić |
| 20 de agosto de 2024 14:00 | 1×         | [ 47 ] | 6× 1×          | Vocational and Technical College Stadium, Chuzhou Asistencia: 250 espectadores Árbitros: Kažanegra, Vujačić |

### Grupo II
| P | Equipo        | J | G | E | P | GF  | GC  | Pts |
| - | ------------- | - | - | - | - | --- | --- | --- |
| 1 | Corea del Sur | 3 | 3 | 0 | 0 | 137 | 52  | 6   |
| 2 | Kosovo        | 3 | 2 | 0 | 1 | 72  | 65  | 7   |
| 3 | India         | 3 | 1 | 0 | 2 | 52  | 86  | 2   |
| 4 | Canadá        | 3 | 0 | 0 | 3 | 58  | 116 | 0   |

| 18 de agosto de 2024 16:00 | Kosovo     | 26–20  | Canadá      | Olympic Sports Center, Chuzhou Asistencia: 500 espectadores Árbitros: El Ghass, El Malwane |
| 18 de agosto de 2024 16:00 | Gjergjaj 7 | (9–12) | Boisclair 6 | Olympic Sports Center, Chuzhou Asistencia: 500 espectadores Árbitros: El Ghass, El Malwane |
| 18 de agosto de 2024 16:00 | 3×         | [ 48 ] | 2×          | Olympic Sports Center, Chuzhou Asistencia: 500 espectadores Árbitros: El Ghass, El Malwane |

| 18 de agosto de 2024 18:00 | Corea del Sur | 40-14  | India     | Olympic Sports Center, Chuzhou Asistencia: 500 espectadores Árbitros: Fremstad, Jørstad |
| 18 de agosto de 2024 18:00 | Lee Jin-seo 9 | (19-4) | Tamanna 4 | Olympic Sports Center, Chuzhou Asistencia: 500 espectadores Árbitros: Fremstad, Jørstad |
| 18 de agosto de 2024 18:00 | 2×            | [ 49 ] | 2×        | Olympic Sports Center, Chuzhou Asistencia: 500 espectadores Árbitros: Fremstad, Jørstad |

| 20 de agosto de 2024 10:00 | Corea del Sur | 31–21   | Kosovo   | Olympic Sports Center, Chuzhou Asistencia: 100 espectadores Árbitros: Al-Shahi, Al-Wahibi |
| 20 de agosto de 2024 10:00 | Ku 7          | (14–11) | Dresh 10 | Olympic Sports Center, Chuzhou Asistencia: 100 espectadores Árbitros: Al-Shahi, Al-Wahibi |
| 20 de agosto de 2024 10:00 | 4×            | [ 49 ]  | 2× 1×    | Olympic Sports Center, Chuzhou Asistencia: 100 espectadores Árbitros: Al-Shahi, Al-Wahibi |

| 20 de agosto de 2024 12:00 | Canadá    | 21-24  | India    | Olympic Sports Center, Chuzhou Asistencia: 500 espectadores Árbitros: Araújo, Perdomo |
| 20 de agosto de 2024 12:00 | Lemaire 9 | (19-4) | Sujata 4 | Olympic Sports Center, Chuzhou Asistencia: 500 espectadores Árbitros: Araújo, Perdomo |
| 20 de agosto de 2024 12:00 | 5× 1×     | [ 49 ] | 7×       | Olympic Sports Center, Chuzhou Asistencia: 500 espectadores Árbitros: Araújo, Perdomo |

### Grupo III
| Pos | Equipo       | J | G | E | P | GF | GC | Pts |
| --- | ------------ | - | - | - | - | -- | -- | --- |
| 1   | Argentina    | 3 | 3 | 0 | 0 | 83 | 53 | 6   |
| 2   | China Taipéi | 3 | 2 | 0 | 1 | 77 | 71 | 4   |
| 3   | Kazajistán   | 3 | 1 | 0 | 2 | 59 | 75 | 2   |
| 4   | Groenlandia  | 3 | 0 | 0 | 3 | 54 | 74 | 0   |

| 19 de agosto de 2024 12:00 | República de China | 28–22  | Kazajistán   | Olympic Sports Center, Chuzhou Asistencia: 100 espectadores Árbitros: Pîrvu, Potîrniche |
| 19 de agosto de 2024 12:00 | Lin C. 8           | (10–8) | Ertazayeva 8 | Olympic Sports Center, Chuzhou Asistencia: 100 espectadores Árbitros: Pîrvu, Potîrniche |
| 19 de agosto de 2024 12:00 | 2×                 | [ 50 ] | 4×           | Olympic Sports Center, Chuzhou Asistencia: 100 espectadores Árbitros: Pîrvu, Potîrniche |

| 19 de agosto de 2024 14:00 | Argentina | 22-19 | Groenlandia | Olympic Sports Center, Chuzhou Asistencia: 150 espectadores Árbitros: Duplii, Pobedrina |
| 19 de agosto de 2024 14:00 | Molina 8  | (8-8) | Petersen 12 | Olympic Sports Center, Chuzhou Asistencia: 150 espectadores Árbitros: Duplii, Pobedrina |
| 19 de agosto de 2024 14:00 | 5× 1×     |       | 2×          | Olympic Sports Center, Chuzhou Asistencia: 150 espectadores Árbitros: Duplii, Pobedrina |

| 20 de agosto de 2024 10:00 | República de China | 21-34   | Argentina | International Handball Hall, Chuzhou Asistencia: 100 espectadores Árbitros: Al-Enezi, Al-Naseem |
| 20 de agosto de 2024 10:00 | Fu-ying 6          | (12-19) | Molina 6  | International Handball Hall, Chuzhou Asistencia: 100 espectadores Árbitros: Al-Enezi, Al-Naseem |
| 20 de agosto de 2024 10:00 | 5×                 | [ 50 ]  | 2×        | International Handball Hall, Chuzhou Asistencia: 100 espectadores Árbitros: Al-Enezi, Al-Naseem |

| 20 de agosto de 2024 12:00 | Groenlandia | 20-24   | Kazajistán         | International Handball Hall, Chuzhou Asistencia: 300 espectadores Árbitros: Picard, Vauchez |
| 20 de agosto de 2024 12:00 | Petersen 8  | (12-12) | varias jugadoras 5 | International Handball Hall, Chuzhou Asistencia: 300 espectadores Árbitros: Picard, Vauchez |
| 20 de agosto de 2024 12:00 | 4×          |         | 6×                 | International Handball Hall, Chuzhou Asistencia: 300 espectadores Árbitros: Picard, Vauchez |

### Grupo IV
| Pos | Equipo   | J | G | E | P | GF | GC | Pts |
| --- | -------- | - | - | - | - | -- | -- | --- |
| 1   | Rumania  | 3 | 3 | 3 | 0 | 94 | 56 | 6   |
| 2   | Egipto   | 3 | 1 | 1 | 1 | 67 | 68 | 3   |
| 3   | Islandia | 3 | 1 | 1 | 1 | 59 | 67 | 3   |
| 4   | Guinea   | 3 | 0 | 0 | 3 | 45 | 74 | 0   |

| 19 de agosto de 2024 16:00 | Rumania   | 31-13  | Guinea   | Olympic Sports Center, Chuzhou Asistencia: 100 espectadores Árbitros: Hansen, Jensen |
| 19 de agosto de 2024 16:00 | Bodijar 6 | (16-7) | Diallo 4 | Olympic Sports Center, Chuzhou Asistencia: 100 espectadores Árbitros: Hansen, Jensen |
| 19 de agosto de 2024 16:00 | 8×        | [ 51 ] | 2×       | Olympic Sports Center, Chuzhou Asistencia: 100 espectadores Árbitros: Hansen, Jensen |

| 19 de agosto de 2024 18:00 | Islandia     | 20-20   | Egipto       | Olympic Sports Center, Chuzhou Asistencia: 350 espectadores Árbitros: Picard, Vauchez |
| 19 de agosto de 2024 18:00 | Palsdottir 8 | (11-11) | Safeyelden 8 | Olympic Sports Center, Chuzhou Asistencia: 350 espectadores Árbitros: Picard, Vauchez |
| 19 de agosto de 2024 18:00 | 4×           | [ 52 ]  | 5× 1×        | Olympic Sports Center, Chuzhou Asistencia: 350 espectadores Árbitros: Picard, Vauchez |

| 20 de agosto de 2024 16:00 | Rumania | 27-14  | Islandia          | Vocational and Technical College Stadium, Chuzhou Asistencia: 380 espectadores Árbitros: Haggui, Haggui |
| 20 de agosto de 2024 16:00 | Mosor 9 | (13-9) | Gunnthórsdóttir 4 | Vocational and Technical College Stadium, Chuzhou Asistencia: 380 espectadores Árbitros: Haggui, Haggui |
| 20 de agosto de 2024 16:00 | 2×      | [ 53 ] | 3× 1×             | Vocational and Technical College Stadium, Chuzhou Asistencia: 380 espectadores Árbitros: Haggui, Haggui |

| 20 de agosto de 2024 18:00 | Egipto                | 18–12  | Guinea          | Vocational and Technical College Stadium, Chuzhou Asistencia: 350 espectadores Árbitros: Watson, Welin |
| 20 de agosto de 2024 18:00 | Mahmoud, Safeyelden 5 | (14–5) | three players 2 | Vocational and Technical College Stadium, Chuzhou Asistencia: 350 espectadores Árbitros: Watson, Welin |
| 20 de agosto de 2024 18:00 | 4×                    | [ 51 ] | 9×              | Vocational and Technical College Stadium, Chuzhou Asistencia: 350 espectadores Árbitros: Watson, Welin |

## Ronda principal
Se suman los puntos obtenidos en los partidos contra el equipo del mismo grupo.

### Grupo I
| Pos | Equipo     | J | G | E | P | GF | GC | Pts |
| --- | ---------- | - | - | - | - | -- | -- | --- |
| 1   | Croacia    | 3 | 2 | 1 | 0 | 62 | 54 | 5   |
| 2   | Serbia     | 3 | 2 | 0 | 1 | 66 | 59 | 4   |
| 3   | Montenegro | 3 | 0 | 2 | 1 | 51 | 57 | 2   |
| 4   | Suecia     | 3 | 0 | 1 | 2 | 63 | 72 | 1   |

| 18 de agosto de 2024 12:00 | Suecia         | 19–19  | Montenegro  | International Handball Hall, Chuzhou Asistencia: 76 espectadores Árbitros: Godoy, Magalhães |
| 18 de agosto de 2024 12:00 | five players 3 | (9–8)  | Ramusović 5 | International Handball Hall, Chuzhou Asistencia: 76 espectadores Árbitros: Godoy, Magalhães |
| 18 de agosto de 2024 12:00 | 3×             | [ 54 ] | 5×          | International Handball Hall, Chuzhou Asistencia: 76 espectadores Árbitros: Godoy, Magalhães |

| 18 de agosto de 2024 14:00 | Croacia   | 20–17  | Serbia        | International Handball Hall, Chuzhou Asistencia: 226 espectadores Árbitros: Araújo, Perdomo |
| 18 de agosto de 2024 14:00 | Vuković 4 | (10–9) | Nedeljković 4 | International Handball Hall, Chuzhou Asistencia: 226 espectadores Árbitros: Araújo, Perdomo |
| 18 de agosto de 2024 14:00 | 1× 2×     | [ 55 ] | 5× 1×         | International Handball Hall, Chuzhou Asistencia: 226 espectadores Árbitros: Araújo, Perdomo |

| 20 de agosto de 2024 14:00 | Suecia     | 19–24   | Croacia  | Olympic Sports Center, Chuzhou Asistencia: 200 espectadores Árbitros: Bolic, Hurich |
| 20 de agosto de 2024 14:00 | Huselius 9 | (10–12) | Brusić 5 | Olympic Sports Center, Chuzhou Asistencia: 200 espectadores Árbitros: Bolic, Hurich |
| 20 de agosto de 2024 14:00 | 1×         | [ 56 ]  | 3× 1×    | Olympic Sports Center, Chuzhou Asistencia: 200 espectadores Árbitros: Bolic, Hurich |

| 20 de agosto de 2024 16:00 | Serbia                | 20–14  | Montenegro  | Olympic Sports Center, Chuzhou Asistencia: 200 espectadores Árbitros: Correa, Conberse |
| 20 de agosto de 2024 16:00 | Nedeljković, Stanić 5 | (9–5)  | Ramusović 6 | Olympic Sports Center, Chuzhou Asistencia: 200 espectadores Árbitros: Correa, Conberse |
| 20 de agosto de 2024 16:00 | 4×                    | [ 57 ] | 5× 1×       | Olympic Sports Center, Chuzhou Asistencia: 200 espectadores Árbitros: Correa, Conberse |

### Grupo II
| Pos | Equipo       | J | G | E | P | GF | GC | Pts |
| --- | ------------ | - | - | - | - | -- | -- | --- |
| 1   | Francia      | 3 | 2 | 0 | 1 | 83 | 66 | 4   |
| 2   | Japón        | 3 | 2 | 0 | 1 | 85 | 72 | 4   |
| 3   | Brasil       | 3 | 1 | 0 | 2 | 60 | 86 | 2   |
| 4   | Países Bajos | 3 | 1 | 0 | 2 | 73 | 77 | 2   |

| 18 de agosto de 2024 16:00 | Japón       | 30–19   | Brasil          | International Handball Hall, Chuzhou Asistencia: 120 espectadores Árbitros: Diop, Faye |
| 18 de agosto de 2024 16:00 | Matsumoto 9 | (14–12) | Dovigo, Vitor 3 | International Handball Hall, Chuzhou Asistencia: 120 espectadores Árbitros: Diop, Faye |
| 18 de agosto de 2024 16:00 | 2× 1×       | [ 58 ]  |                 | International Handball Hall, Chuzhou Asistencia: 120 espectadores Árbitros: Diop, Faye |

| 18 de agosto de 2024 18:00 | Francia  | 23–24  | Países Bajos | International Handball Hall, Chuzhou Asistencia: 398 espectadores Árbitros: Al-Enezi, Al-Naseem |
| 18 de agosto de 2024 18:00 | Kingue 6 | (8–11) | Horvers 7    | International Handball Hall, Chuzhou Asistencia: 398 espectadores Árbitros: Al-Enezi, Al-Naseem |
| 18 de agosto de 2024 18:00 | 2×       | [ 59 ] | 2×           | International Handball Hall, Chuzhou Asistencia: 398 espectadores Árbitros: Al-Enezi, Al-Naseem |

| 20 de agosto de 2024 14:00 | Países Bajos   | 22–23   | Brasil   | International Handball Hall, Chuzhou Asistencia: 150 espectadores Árbitros: Fremstad, Jørstad |
| 20 de agosto de 2024 14:00 | four players 3 | (10–11) | Ladeia 9 | International Handball Hall, Chuzhou Asistencia: 150 espectadores Árbitros: Fremstad, Jørstad |
| 20 de agosto de 2024 14:00 | 2×             | [ 60 ]  | 2×       | International Handball Hall, Chuzhou Asistencia: 150 espectadores Árbitros: Fremstad, Jørstad |

| 20 de agosto de 2024 16:00 | Japón      | 24–26   | Francia | International Handball Hall, Chuzhou Asistencia: 200 espectadores Árbitros: Godoy, Magalhães |
| 20 de agosto de 2024 16:00 | Nakamura 7 | (11–11) | Abdou 7 | International Handball Hall, Chuzhou Asistencia: 200 espectadores Árbitros: Godoy, Magalhães |
| 20 de agosto de 2024 16:00 | 1×         | [ 61 ]  | 1×      | International Handball Hall, Chuzhou Asistencia: 200 espectadores Árbitros: Godoy, Magalhães |

### Grupo III
| Pos | Equipo    | J | G | E | P | GF | GC | Pts |
| --- | --------- | - | - | - | - | -- | -- | --- |
| 1   | Hungría   | 3 | 3 | 0 | 0 | 83 | 73 | 6   |
| 2   | Dinamarca | 3 | 2 | 0 | 1 | 82 | 74 | 4   |
| 3   | Noruega   | 3 | 1 | 0 | 2 | 78 | 83 | 2   |
| 4   | China     | 3 | 0 | 0 | 3 | 68 | 81 | 0   |

| 19 de agosto de 2024 16:00 | Dinamarca | 29–25   | Noruega | International Handball Hall, Chuzhou Asistencia: 350 espectadores Árbitros: Kažanegra, Vujačić |
| 19 de agosto de 2024 16:00 | Norskov 7 | (15–17) | With 9  | International Handball Hall, Chuzhou Asistencia: 350 espectadores Árbitros: Kažanegra, Vujačić |
| 19 de agosto de 2024 16:00 | 2×        | [ 62 ]  | 3×      | International Handball Hall, Chuzhou Asistencia: 350 espectadores Árbitros: Kažanegra, Vujačić |

| 19 de agosto de 2024 18:00 | Hungría    | 26–22   | China | International Handball Hall, Chuzhou Asistencia: 3,104 espectadores Árbitros: El-Beltagy, Mahmoud |
| 19 de agosto de 2024 18:00 | Fazekas 12 | (14–11) | Pan 5 | International Handball Hall, Chuzhou Asistencia: 3,104 espectadores Árbitros: El-Beltagy, Mahmoud |
| 19 de agosto de 2024 18:00 | 1×         | [ 63 ]  | 2×    | International Handball Hall, Chuzhou Asistencia: 3,104 espectadores Árbitros: El-Beltagy, Mahmoud |

| 20 de agosto de 2024 18:00 | China   | 24–27   | Noruega                 | International Handball Hall, Chuzhou Asistencia: 5,680 espectadores Árbitros: Ismoilov, Ismoilov |
| 20 de agosto de 2024 18:00 | Liang 7 | (12–13) | Ekerhovd, Halldorsson 5 | International Handball Hall, Chuzhou Asistencia: 5,680 espectadores Árbitros: Ismoilov, Ismoilov |
| 20 de agosto de 2024 18:00 | 2×      | [ 64 ]  | 5×                      | International Handball Hall, Chuzhou Asistencia: 5,680 espectadores Árbitros: Ismoilov, Ismoilov |

| 20 de agosto de 2024 20:00 | Dinamarca    | 25–27   | Hungría         | International Handball Hall, Chuzhou Asistencia: 200 espectadores Árbitros: Fabryczny, Rawicki |
| 20 de agosto de 2024 20:00 | Plougstrup 9 | (14–13) | three players 5 | International Handball Hall, Chuzhou Asistencia: 200 espectadores Árbitros: Fabryczny, Rawicki |
| 20 de agosto de 2024 20:00 | 5× 1×        | [ 65 ]  | 2×              | International Handball Hall, Chuzhou Asistencia: 200 espectadores Árbitros: Fabryczny, Rawicki |

### Grupo IV
| Pos | Equipo          | J | G | E | P | GF | GC | Pts |
| --- | --------------- | - | - | - | - | -- | -- | --- |
| 1   | España          | 3 | 3 | 0 | 0 | 76 | 61 | 6   |
| 2   | Alemania        | 3 | 1 | 1 | 1 | 77 | 71 | 3   |
| 3   | República Checa | 3 | 1 | 0 | 2 | 60 | 74 | 2   |
| 4   | Suiza           | 3 | 0 | 1 | 2 | 59 | 66 | 1   |

| 19 de agosto de 2024 12:00 | España                 | 26–19   | República Checa | International Handball Hall, Chuzhou Asistencia: 80 espectadores Árbitros: Metalari, Nikolovski |
| 19 de agosto de 2024 12:00 | García, E. Rodríguez 4 | (13–10) | Rampová 5       | International Handball Hall, Chuzhou Asistencia: 80 espectadores Árbitros: Metalari, Nikolovski |
| 19 de agosto de 2024 12:00 | 3×                     | [ 66 ]  | 3×              | International Handball Hall, Chuzhou Asistencia: 80 espectadores Árbitros: Metalari, Nikolovski |

| 19 de agosto de 2024 14:00 | Alemania           | 23–23   | Suiza     | International Handball Hall, Chuzhou Asistencia: 120 espectadores Árbitros: Altmár, Horváth |
| 19 de agosto de 2024 14:00 | Klocke, Tucholke 5 | (14–12) | Baumann 7 | International Handball Hall, Chuzhou Asistencia: 120 espectadores Árbitros: Altmár, Horváth |
| 19 de agosto de 2024 14:00 | 4×                 | [ 67 ]  | 1×        | International Handball Hall, Chuzhou Asistencia: 120 espectadores Árbitros: Altmár, Horváth |

| 20 de agosto de 2024 18:00 | España         | 25–21   | Alemania    | Olympic Sports Center, Chuzhou Asistencia: 300 espectadores Árbitros: Hansen, Jensen |
| 20 de agosto de 2024 18:00 | B. Rodríguez 5 | (14–13) | Tucholke 10 | Olympic Sports Center, Chuzhou Asistencia: 300 espectadores Árbitros: Hansen, Jensen |
| 20 de agosto de 2024 18:00 | 2× 1×          | [ 68 ]  | 2×          | Olympic Sports Center, Chuzhou Asistencia: 300 espectadores Árbitros: Hansen, Jensen |

| 20 de agosto de 2024 20:00 | Suiza     | 15–18  | República Checa | Olympic Sports Center, Chuzhou Asistencia: 300 espectadores Árbitros: Diop, Faye |
| 20 de agosto de 2024 20:00 | Grüring 6 | (6–12) | Rampová 4       | Olympic Sports Center, Chuzhou Asistencia: 300 espectadores Árbitros: Diop, Faye |
| 20 de agosto de 2024 20:00 | 2×        | [ 69 ] | 2× 1×           | Olympic Sports Center, Chuzhou Asistencia: 300 espectadores Árbitros: Diop, Faye |

## Clasificación final

### Eliminatorias para el puesto del 29.º al 32.º
|  | 29–32nd place semifinals | 29–32nd place semifinals |                 |    | 29th place game | 29th place game |
|  |                          |                          |                 |    |                 |                 |
|  | 22 agosto                |                          |                 |    |                 |                 |
|  |                          |                          |                 |    |                 |                 |
|  | Chile                    | 29                       |                 |    |                 |                 |
|  | Chile                    | 29                       | 23 agosto       |    |                 |                 |
|  | Groenlandia              | 24                       |                 |    |                 |                 |
|  | Groenlandia              | 24                       | Chile           | 19 |                 |                 |
|  | 22 agosto                |                          | Chile           | 19 |                 |                 |
|  |                          | Guinea                   | 18              |    |                 |                 |
|  | Canadá                   | Guinea                   | 18              | 21 |                 |                 |
|  | Canadá                   |                          |                 | 21 |                 |                 |
|  | Guinea                   | 31                       |                 |    |                 |                 |
|  | Guinea                   | 31                       | 31st place game |    |                 |                 |
|  |                          |                          |                 |    |                 |                 |
|  | 23 agosto                |                          |                 |    |                 |                 |
|  |                          |                          |                 |    |                 |                 |
|  | Groenlandia              | 18                       |                 |    |                 |                 |
|  | Groenlandia              | 18                       |                 |    |                 |                 |
|  | Canadá                   | 27                       |                 |    |                 |                 |

#### Semifinales del puesto 29.º al 32.º
| 22 de agosto de 2024 11:15 | Canadá           | 21–31  | Guinea              | Vocational and Technical College Stadium, Chuzhou Asistencia: 300 espectadores Árbitros: Correa, Conberse |
| 22 de agosto de 2024 11:15 | Leclair, Rioux 5 | (9–18) | Camara, Koumbassa 7 | Vocational and Technical College Stadium, Chuzhou Asistencia: 300 espectadores Árbitros: Correa, Conberse |
| 22 de agosto de 2024 11:15 | 3× 2×            | [ 70 ] | 5×                  | Vocational and Technical College Stadium, Chuzhou Asistencia: 300 espectadores Árbitros: Correa, Conberse |

| 22 de agosto de 2024 13:30 | Chile    | 29–24   | Groenlandia  | Vocational and Technical College Stadium, Chuzhou Asistencia: 250 espectadores Árbitros: Bolic, Hurich |
| 22 de agosto de 2024 13:30 | Lizana 8 | (13–11) | Bjørnestad 7 | Vocational and Technical College Stadium, Chuzhou Asistencia: 250 espectadores Árbitros: Bolic, Hurich |
| 22 de agosto de 2024 13:30 |          | [ 71 ]  | 1×           | Vocational and Technical College Stadium, Chuzhou Asistencia: 250 espectadores Árbitros: Bolic, Hurich |

#### Partido por el puesto 31.º
| 23 de agosto de 2024 11:15 | Groenlandia  | 18–27  | Canadá      | Vocational and Technical College Stadium, Chuzhou Asistencia: 280 espectadores Árbitros: El-Beltagy, Mahmoud |
| 23 de agosto de 2024 11:15 | Bjørnestad 6 | (9–13) | Boisclair 6 | Vocational and Technical College Stadium, Chuzhou Asistencia: 280 espectadores Árbitros: El-Beltagy, Mahmoud |
| 23 de agosto de 2024 11:15 | 1×           | [ 72 ] | 4×          | Vocational and Technical College Stadium, Chuzhou Asistencia: 280 espectadores Árbitros: El-Beltagy, Mahmoud |

#### Partido por el puesto 29.º
| 23 de agosto de 2024 13:30 | Chile     | 19–18   | Guinea      | Vocational and Technical College Stadium, Chuzhou Asistencia: 300 espectadores Árbitros: Duplii, Pobedrina |
| 23 de agosto de 2024 13:30 | Larenas 5 | (11–11) | Koumbassa 6 | Vocational and Technical College Stadium, Chuzhou Asistencia: 300 espectadores Árbitros: Duplii, Pobedrina |
| 23 de agosto de 2024 13:30 | 2×        | [ 73 ]  | 7×          | Vocational and Technical College Stadium, Chuzhou Asistencia: 300 espectadores Árbitros: Duplii, Pobedrina |

### Eliminatorias para el puesto del 25.º al 28.º
|  | 25–28th place semifinals | 25–28th place semifinals |                 |    | 25th place game | 25th place game |
|  |                          |                          |                 |    |                 |                 |
|  | 22 agosto                |                          |                 |    |                 |                 |
|  |                          |                          |                 |    |                 |                 |
|  | Angola                   | 22                       |                 |    |                 |                 |
|  | Angola                   | 22                       | 23 agosto       |    |                 |                 |
|  | Kazajistán               | 20                       |                 |    |                 |                 |
|  | Kazajistán               | 20                       | Angola          | 21 |                 |                 |
|  | 22 agosto                |                          | Angola          | 21 |                 |                 |
|  |                          | Islandia                 | 36              |    |                 |                 |
|  | India                    | Islandia                 | 36              | 15 |                 |                 |
|  | India                    |                          |                 | 15 |                 |                 |
|  | Islandia                 | 33                       |                 |    |                 |                 |
|  | Islandia                 | 33                       | 27th place game |    |                 |                 |
|  |                          |                          |                 |    |                 |                 |
|  | 23 agosto                |                          |                 |    |                 |                 |
|  |                          |                          |                 |    |                 |                 |
|  | Kazajistán               | 29                       |                 |    |                 |                 |
|  | Kazajistán               | 29                       |                 |    |                 |                 |
|  | India                    | 22                       |                 |    |                 |                 |

#### Semifinales del puesto 25.º al 28.º
| 22 de agosto de 2024 15:45 | India    | 15–33  | Islandia          | Vocational and Technical College Stadium, Chuzhou Asistencia: 400 espectadores Árbitros: Al-Shahi, Al-Wahibi |
| 22 de agosto de 2024 15:45 | Sujata 7 | (4–17) | Hrafnkelsdóttir 7 | Vocational and Technical College Stadium, Chuzhou Asistencia: 400 espectadores Árbitros: Al-Shahi, Al-Wahibi |
| 22 de agosto de 2024 15:45 | 2×       | [ 74 ] | 1×                | Vocational and Technical College Stadium, Chuzhou Asistencia: 400 espectadores Árbitros: Al-Shahi, Al-Wahibi |

| 22 de agosto de 2024 18:00 | Angola  | 22–20  | Kazajistán | Vocational and Technical College Stadium, Chuzhou Asistencia: 400 espectadores Árbitros: Fabryczny, Rawicki |
| 22 de agosto de 2024 18:00 | Nunda 9 | (11–7) | Paley 5    | Vocational and Technical College Stadium, Chuzhou Asistencia: 400 espectadores Árbitros: Fabryczny, Rawicki |
| 22 de agosto de 2024 18:00 | 3×      | [ 75 ] |            | Vocational and Technical College Stadium, Chuzhou Asistencia: 400 espectadores Árbitros: Fabryczny, Rawicki |

| 23 de agosto de 2024 15:45 | Kazajistán | 29–22  | India   | Vocational and Technical College Stadium, Chuzhou Asistencia: 500 espectadores Árbitros: Pîrvu, Potîrniche |
| 23 de agosto de 2024 15:45 | Tursyn 10  | (12–9) | Kafhi 9 | Vocational and Technical College Stadium, Chuzhou Asistencia: 500 espectadores Árbitros: Pîrvu, Potîrniche |
| 23 de agosto de 2024 15:45 | 5×         | [ 76 ] | 5×      | Vocational and Technical College Stadium, Chuzhou Asistencia: 500 espectadores Árbitros: Pîrvu, Potîrniche |

#### Partido por el puesto 25.º
| 23 de agosto de 2024 18:00 | Angola  | 21–36   | Islandia     | Vocational and Technical College Stadium, Chuzhou Asistencia: 600 espectadores Árbitros: Godoy, Magalhães |
| 23 de agosto de 2024 18:00 | Nunda 9 | (11–18) | Pálsdóttir 6 | Vocational and Technical College Stadium, Chuzhou Asistencia: 600 espectadores Árbitros: Godoy, Magalhães |
| 23 de agosto de 2024 18:00 | 1×      | [ 77 ]  |              | Vocational and Technical College Stadium, Chuzhou Asistencia: 600 espectadores Árbitros: Godoy, Magalhães |

### Eliminatorias para el puesto del 21.º al 24.º
|  | 21st–24th place semifinals | 21st–24th place semifinals |                    |    | 21st place game | 21st place game |
|  |                            |                            |                    |    |                 |                 |
|  | 22 agosto                  |                            |                    |    |                 |                 |
|  |                            |                            |                    |    |                 |                 |
|  | Nigeria                    | 22                         |                    |    |                 |                 |
|  | Nigeria                    | 22                         | 23 agosto          |    |                 |                 |
|  | República de China         | 29                         |                    |    |                 |                 |
|  | República de China         | 29                         | República de China | 24 |                 |                 |
|  | 22 agosto                  |                            | República de China | 24 |                 |                 |
|  |                            | Egipto                     | 42                 |    |                 |                 |
|  | Kosovo                     | Egipto                     | 42                 | 22 |                 |                 |
|  | Kosovo                     |                            |                    | 22 |                 |                 |
|  | Egipto                     | 29                         |                    |    |                 |                 |
|  | Egipto                     | 29                         | 23rd place game    |    |                 |                 |
|  |                            |                            |                    |    |                 |                 |
|  | 23 agosto                  |                            |                    |    |                 |                 |
|  |                            |                            |                    |    |                 |                 |
|  | Nigeria                    | 18                         |                    |    |                 |                 |
|  | Nigeria                    | 18                         |                    |    |                 |                 |
|  | Kosovo                     | 21                         |                    |    |                 |                 |

#### Semifinales del puesto 21.º al 24.º
| 22 de agosto de 2024 09:00 | Nigeria    | 22–29  | República de China | Olympic Sports Center, Chuzhou Asistencia: 100 espectadores Árbitros: Altmár, Horváth |
| 22 de agosto de 2024 09:00 | Oparaugo 6 | (7–13) | Lin C. 11          | Olympic Sports Center, Chuzhou Asistencia: 100 espectadores Árbitros: Altmár, Horváth |
| 22 de agosto de 2024 09:00 | 4×         | [ 78 ] | 1×                 | Olympic Sports Center, Chuzhou Asistencia: 100 espectadores Árbitros: Altmár, Horváth |

| 22 de agosto de 2024 11:15 | Kosovo   | 22–29  | Egipto         | Olympic Sports Center, Chuzhou Asistencia: 100 espectadores Árbitros: Pîrvu, Potîrniche |
| 22 de agosto de 2024 11:15 | Imeraj 7 | (8–14) | Waled Ghonim 8 | Olympic Sports Center, Chuzhou Asistencia: 100 espectadores Árbitros: Pîrvu, Potîrniche |
| 22 de agosto de 2024 11:15 | 6× 1×    | [ 79 ] | 5×             | Olympic Sports Center, Chuzhou Asistencia: 100 espectadores Árbitros: Pîrvu, Potîrniche |

#### Partido por el puesto 23.º
| 23 de agosto de 2024 09:00 | Nigeria     | 18–21  | Kosovo   | Olympic Sports Center, Chuzhou Asistencia: 100 espectadores Árbitros: Ismoilov, Ismoilov |
| 23 de agosto de 2024 09:00 | Babatunde 6 | (7–7)  | Dresh 10 | Olympic Sports Center, Chuzhou Asistencia: 100 espectadores Árbitros: Ismoilov, Ismoilov |
| 23 de agosto de 2024 09:00 | 5× 1×       | [ 80 ] | 5×       | Olympic Sports Center, Chuzhou Asistencia: 100 espectadores Árbitros: Ismoilov, Ismoilov |

#### Partido por el puesto 21.º
| 23 de agosto de 2024 11:15 | República de China | 24–42   | Egipto    | Olympic Sports Center, Chuzhou Asistencia: 150 espectadores Árbitros: Diop, Faye |
| 23 de agosto de 2024 11:15 | Hsu F., Lin C. 4   | (10–23) | Mohamed 6 | Olympic Sports Center, Chuzhou Asistencia: 150 espectadores Árbitros: Diop, Faye |
| 23 de agosto de 2024 11:15 | 4×                 | [ 81 ]  |           | Olympic Sports Center, Chuzhou Asistencia: 150 espectadores Árbitros: Diop, Faye |

### Eliminatorias para el puesto del 17.º al 21.º
|  | 17–20th place semifinals | 17–20th place semifinals |                 |    | 17th place game | 17th place game |
|  |                          |                          |                 |    |                 |                 |
|  | 22 agosto                |                          |                 |    |                 |                 |
|  |                          |                          |                 |    |                 |                 |
|  | Austria                  | 23                       |                 |    |                 |                 |
|  | Austria                  | 23                       | 23 agosto       |    |                 |                 |
|  | Argentina                | 25                       |                 |    |                 |                 |
|  | Argentina                | 25                       | Argentina       | 19 |                 |                 |
|  | 22 agosto                |                          | Argentina       | 19 |                 |                 |
|  |                          | Rumania                  | 25              |    |                 |                 |
|  | Corea del Sur            | Rumania                  | 25              | 31 |                 |                 |
|  | Corea del Sur            |                          |                 | 31 |                 |                 |
|  | Rumania                  | 32                       |                 |    |                 |                 |
|  | Rumania                  | 32                       | 19th place game |    |                 |                 |
|  |                          |                          |                 |    |                 |                 |
|  | 23 agosto                |                          |                 |    |                 |                 |
|  |                          |                          |                 |    |                 |                 |
|  | Austria                  | 27                       |                 |    |                 |                 |
|  | Austria                  | 27                       |                 |    |                 |                 |
|  | Corea del Sur            | 32                       |                 |    |                 |                 |

#### Semifinales del puesto 17.º al 20.º
| 22 de agosto de 2024 09:00 | Austria  | 23–25   | Argentina | International Handball Hall, Chuzhou Asistencia: 150 espectadores Árbitros: Ismoilov, Ismoilov |
| 22 de agosto de 2024 09:00 | Baljak 7 | (11–12) | Molina 9  | International Handball Hall, Chuzhou Asistencia: 150 espectadores Árbitros: Ismoilov, Ismoilov |
| 22 de agosto de 2024 09:00 | 3×       | [ 82 ]  | 4×        | International Handball Hall, Chuzhou Asistencia: 150 espectadores Árbitros: Ismoilov, Ismoilov |

| 22 de agosto de 2024 11:15 | Corea del Sur | 31–32   | Rumania  | International Handball Hall, Chuzhou Asistencia: 100 espectadores Árbitros: Diop, Faye |
| 22 de agosto de 2024 11:15 | Lee Y. 10     | (13–13) | Serban 9 | International Handball Hall, Chuzhou Asistencia: 100 espectadores Árbitros: Diop, Faye |
| 22 de agosto de 2024 11:15 | 2×            | [ 83 ]  | 5×       | International Handball Hall, Chuzhou Asistencia: 100 espectadores Árbitros: Diop, Faye |

#### Partido por el puesto 19.º
| 23 de agosto de 2024 09:00 | Austria     | 27–32   | Corea del Sur | International Handball Hall, Chuzhou Asistencia: 100 espectadores Árbitros: Picard, Vauchez |
| 23 de agosto de 2024 09:00 | Polanszky 6 | (12–15) | Lee Y. 9      | International Handball Hall, Chuzhou Asistencia: 100 espectadores Árbitros: Picard, Vauchez |
| 23 de agosto de 2024 09:00 | 1×          | [ 84 ]  | 4×            | International Handball Hall, Chuzhou Asistencia: 100 espectadores Árbitros: Picard, Vauchez |

#### Partido por el puesto 17.º
| 23 de agosto de 2024 11:15 | Argentina | 19–25   | Rumania | International Handball Hall, Chuzhou Asistencia: 100 espectadores Árbitros: Watson, Welin |
| 23 de agosto de 2024 11:15 | Molina 7  | (12–12) | Niță 8  | International Handball Hall, Chuzhou Asistencia: 100 espectadores Árbitros: Watson, Welin |
| 23 de agosto de 2024 11:15 | 5× 1×     | [ 85 ]  | 5×      | International Handball Hall, Chuzhou Asistencia: 100 espectadores Árbitros: Watson, Welin |

### Eliminatorias para el puesto del 13.º a 16.º
|  | 13–16th place semifinals | 13–16th place semifinals |                 |    | 13th place game | 13th place game |
|  |                          |                          |                 |    |                 |                 |
|  | 22 agosto                |                          |                 |    |                 |                 |
|  |                          |                          |                 |    |                 |                 |
|  | Suecia                   | 33                       |                 |    |                 |                 |
|  | Suecia                   | 33                       | 23 agosto       |    |                 |                 |
|  | China                    | 27                       |                 |    |                 |                 |
|  | China                    | 27                       | Suecia          | 27 |                 |                 |
|  | 22 agosto                |                          | Suecia          | 27 |                 |                 |
|  |                          | Suiza                    | 25              |    |                 |                 |
|  | Países Bajos             | Suiza                    | 25              | 25 |                 |                 |
|  | Países Bajos             |                          |                 | 25 |                 |                 |
|  | Suiza                    | 26                       |                 |    |                 |                 |
|  | Suiza                    | 26                       | 15th place game |    |                 |                 |
|  |                          |                          |                 |    |                 |                 |
|  | 23 agosto                |                          |                 |    |                 |                 |
|  |                          |                          |                 |    |                 |                 |
|  | China                    | 24                       |                 |    |                 |                 |
|  | China                    | 24                       |                 |    |                 |                 |
|  | Países Bajos             | 23                       |                 |    |                 |                 |

#### Semifinales del 13.º al 16.º puesto
| 22 de agosto de 2024 13:30 | Países Bajos | 25–26   | Suiza      | International Handball Hall, Chuzhou Asistencia: 210 espectadores Árbitros: Kažanegra, Vujačić |
| 22 de agosto de 2024 13:30 | Portengen 7  | (11–14) | Baumann 14 | International Handball Hall, Chuzhou Asistencia: 210 espectadores Árbitros: Kažanegra, Vujačić |
| 22 de agosto de 2024 13:30 | 4×           | [ 86 ]  | 1×         | International Handball Hall, Chuzhou Asistencia: 210 espectadores Árbitros: Kažanegra, Vujačić |

| 22 de agosto de 2024 15:45 | Suecia     | 33–27   | China      | International Handball Hall, Chuzhou Asistencia: 2,005 espectadores Árbitros: Metalari, Nikolovski |
| 22 de agosto de 2024 15:45 | Huselius 5 | (17–11) | Huang Z. 6 | International Handball Hall, Chuzhou Asistencia: 2,005 espectadores Árbitros: Metalari, Nikolovski |
| 22 de agosto de 2024 15:45 | 1×         | [ 87 ]  | 2× 1×      | International Handball Hall, Chuzhou Asistencia: 2,005 espectadores Árbitros: Metalari, Nikolovski |

#### Partido por el puesto 15.º
| 23 de agosto de 2024 13:30 | China      | 24–23   | Países Bajos | Olympic Sports Center, Chuzhou Asistencia: 1,000 espectadores Árbitros: El Gahss, El Malwane |
| 23 de agosto de 2024 13:30 | Huang Z. 7 | (13–15) | Schouten 6   | Olympic Sports Center, Chuzhou Asistencia: 1,000 espectadores Árbitros: El Gahss, El Malwane |
| 23 de agosto de 2024 13:30 |            | [ 88 ]  | 5× 1×        | Olympic Sports Center, Chuzhou Asistencia: 1,000 espectadores Árbitros: El Gahss, El Malwane |

#### Partido por el puesto 13.º
| 23 de agosto de 2024 15:45 | Suecia     | 27–25  | Suiza        | Olympic Sports Center, Chuzhou Asistencia: 300 espectadores Árbitros: Altmár, Horváth |
| 23 de agosto de 2024 15:45 | Huselius 7 | (10–8) | Emmenegger 8 | Olympic Sports Center, Chuzhou Asistencia: 300 espectadores Árbitros: Altmár, Horváth |
| 23 de agosto de 2024 15:45 | 3× 1×      | [ 89 ] | 3×           | Olympic Sports Center, Chuzhou Asistencia: 300 espectadores Árbitros: Altmár, Horváth |

### Eliminatorias para el puesto del 9.º a 12.º
|  | 9–12th place semifinals | 9–12th place semifinals |                     |    | Ninth place game | Ninth place game |
|  |                         |                         |                     |    |                  |                  |
|  | 22 agosto               |                         |                     |    |                  |                  |
|  |                         |                         |                     |    |                  |                  |
|  | Montenegro              | 23                      |                     |    |                  |                  |
|  | Montenegro              | 23                      | 23 agosto           |    |                  |                  |
|  | Noruega                 | 30                      |                     |    |                  |                  |
|  | Noruega                 | 30                      | Noruega             | 24 |                  |                  |
|  | 22 agosto               |                         | Noruega             | 24 |                  |                  |
|  |                         | República Checa         | 29                  |    |                  |                  |
|  | Brasil                  | República Checa         | 29                  | 24 |                  |                  |
|  | Brasil                  |                         |                     | 24 |                  |                  |
|  | República Checa         | 25                      |                     |    |                  |                  |
|  | República Checa         | 25                      | Eleventh place game |    |                  |                  |
|  |                         |                         |                     |    |                  |                  |
|  | 23 agosto               |                         |                     |    |                  |                  |
|  |                         |                         |                     |    |                  |                  |
|  | Montenegro              | 21                      |                     |    |                  |                  |
|  | Montenegro              | 21                      |                     |    |                  |                  |
|  | Brasil                  | 28                      |                     |    |                  |                  |

#### Semifinales del puesto 9.º al 12.º
| 22 de agosto de 2024 13:30 | Montenegro | 23–30   | Noruega      | Olympic Sports Center, Chuzhou Asistencia: 150 espectadores Árbitros: Cheng, Zhou |
| 22 de agosto de 2024 13:30 | Mitrović 6 | (13–16) | Haldorsson 8 | Olympic Sports Center, Chuzhou Asistencia: 150 espectadores Árbitros: Cheng, Zhou |
| 22 de agosto de 2024 13:30 | 2×         | [ 90 ]  | 3×           | Olympic Sports Center, Chuzhou Asistencia: 150 espectadores Árbitros: Cheng, Zhou |

| 22 de agosto de 2024 15:45 | Brasil          | 24–25   | República Checa | Olympic Sports Center, Chuzhou Asistencia: 200 espectadores Árbitros: El Gahss, El Malwane |
| 22 de agosto de 2024 15:45 | Nunes, Fúculo 4 | (16–13) | Rampová 11      | Olympic Sports Center, Chuzhou Asistencia: 200 espectadores Árbitros: El Gahss, El Malwane |
| 22 de agosto de 2024 15:45 | 4×              | [ 91 ]  | 3×              | Olympic Sports Center, Chuzhou Asistencia: 200 espectadores Árbitros: El Gahss, El Malwane |

#### Partido por el puesto 11.º
| 23 de agosto de 2024 13:30 | Montenegro  | 21–28   | Brasil  | International Handball Hall, Chuzhou Asistencia: 100 espectadores Árbitros: Haggui, Haggui |
| 23 de agosto de 2024 13:30 | Ramusović 6 | (10–10) | Souza 7 | International Handball Hall, Chuzhou Asistencia: 100 espectadores Árbitros: Haggui, Haggui |
| 23 de agosto de 2024 13:30 | 2×          | [ 92 ]  | 3×      | International Handball Hall, Chuzhou Asistencia: 100 espectadores Árbitros: Haggui, Haggui |

#### Partido por el 9.º puesto
| 23 de agosto de 2024 15:45 | Noruega | 24–29   | República Checa | International Handball Hall, Chuzhou Asistencia: 300 espectadores Árbitros: Metalari, Nikolovski |
| 23 de agosto de 2024 15:45 | Breen 5 | (10–15) | Vrbková 6       | International Handball Hall, Chuzhou Asistencia: 300 espectadores Árbitros: Metalari, Nikolovski |
| 23 de agosto de 2024 15:45 | 1×      | [ 93 ]  | 1×              | International Handball Hall, Chuzhou Asistencia: 300 espectadores Árbitros: Metalari, Nikolovski |

## Cuadro final
|  | Cuartos de final | Cuartos de final |           |    | Semifinales            | Semifinales            |  |  | Final | Final |
|  |                  |                  |           |    |                        |                        |  |  |       |       |
|  | 22 agosto        |                  |           |    |                        |                        |  |  |       |       |
|  |                  |                  |           |    |                        |                        |  |  |       |       |
|  | Croacia          | 20               |           |    |                        |                        |  |  |       |       |
|  | Croacia          | 20               | 23 agosto |    |                        |                        |  |  |       |       |
|  | Dinamarca        | 25               |           |    |                        |                        |  |  |       |       |
|  | Dinamarca        | 25               | Dinamarca | 21 |                        |                        |  |  |       |       |
|  | 22 agosto        |                  | Dinamarca | 21 |                        |                        |  |  |       |       |
|  |                  | Francia          | 20        |    |                        |                        |  |  |       |       |
|  | Francia          | Francia          | 20        | 25 |                        |                        |  |  |       |       |
|  | Francia          |                  | 25 agosto | 25 |                        |                        |  |  |       |       |
|  | Alemania         | 23               |           |    |                        |                        |  |  |       |       |
|  | Alemania         | 23               | Dinamarca | 22 |                        |                        |  |  |       |       |
|  | 22 agosto        |                  | Dinamarca | 22 |                        |                        |  |  |       |       |
|  |                  | España           | 23        |    |                        |                        |  |  |       |       |
|  | Hungría          | España           | 23        | 29 |                        |                        |  |  |       |       |
|  | Hungría          | 23 agosto        |           | 29 |                        |                        |  |  |       |       |
|  | Serbia           | 24               |           |    |                        |                        |  |  |       |       |
|  | Serbia           | 24               | Hungría   | 16 |                        |                        |  |  |       |       |
|  | 22 agosto        |                  | Hungría   | 16 |                        |                        |  |  |       |       |
|  |                  | España           | 19        |    | Tercer y cuarto puesto | Tercer y cuarto puesto |  |  |       |       |
|  | España           | España           | 19        | 32 | Tercer y cuarto puesto | Tercer y cuarto puesto |  |  |       |       |
|  | España           |                  | 25 agosto | 32 |                        |                        |  |  |       |       |
|  | Japón            | 23               |           |    |                        |                        |  |  |       |       |
|  | Japón            | 23               | Francia   | 24 |                        |                        |  |  |       |       |
|  |                  |                  |           |    |                        |                        |  |  |       |       |
|  | Hungría          | 25               |           |    |                        |                        |  |  |       |       |
|  | Hungría          | 25               |           |    |                        |                        |  |  |       |       |

Cuadro para los puestos del 5.º a 8.º
|  | 5–8th place semifinals | 5–8th place semifinals |                    |    | Fifth place game | Fifth place game |
|  |                        |                        |                    |    |                  |                  |
|  | 23 agosto              |                        |                    |    |                  |                  |
|  |                        |                        |                    |    |                  |                  |
|  | Croacia                | 23                     |                    |    |                  |                  |
|  | Croacia                | 23                     | 25 agosto          |    |                  |                  |
|  | Alemania               | 26                     |                    |    |                  |                  |
|  | Alemania               | 26                     | Alemania           | 28 |                  |                  |
|  | 23 agosto              |                        | Alemania           | 28 |                  |                  |
|  |                        | Serbia                 | 23                 |    |                  |                  |
|  | Serbia                 | Serbia                 | 23                 | 21 |                  |                  |
|  | Serbia                 |                        |                    | 21 |                  |                  |
|  | Japón                  | 20                     |                    |    |                  |                  |
|  | Japón                  | 20                     | Seventh place game |    |                  |                  |
|  |                        |                        |                    |    |                  |                  |
|  | 25 agosto              |                        |                    |    |                  |                  |
|  |                        |                        |                    |    |                  |                  |
|  | Croacia                | 26 (4)                 |                    |    |                  |                  |
|  | Croacia                | 26 (4)                 |                    |    |                  |                  |
|  | Japón                  | 26 (3)                 |                    |    |                  |                  |

### Cuartos de final
| 22 de agosto de 2024 18:15 | Hungría   | 29–24   | Serbia    | Olympic Sports Center, Chuzhou Asistencia: 400 espectadores Árbitros: Hansen, Jensen |
| 22 de agosto de 2024 18:15 | Fazekas 9 | (16–11) | Radović 5 | Olympic Sports Center, Chuzhou Asistencia: 400 espectadores Árbitros: Hansen, Jensen |
| 22 de agosto de 2024 18:15 | 2×        | [ 94 ]  | 4×        | Olympic Sports Center, Chuzhou Asistencia: 400 espectadores Árbitros: Hansen, Jensen |

| 22 de agosto de 2024 18:15 | Croacia   | 20–25   | Dinamarca | International Handball Hall, Chuzhou Asistencia: 300 espectadores Árbitros: Godoy, Magalhães |
| 22 de agosto de 2024 18:15 | Fratnik 9 | (11–12) | Jensen 5  | International Handball Hall, Chuzhou Asistencia: 300 espectadores Árbitros: Godoy, Magalhães |
| 22 de agosto de 2024 18:15 | 4× 1×     | [ 95 ]  | 2×        | International Handball Hall, Chuzhou Asistencia: 300 espectadores Árbitros: Godoy, Magalhães |

| 22 de agosto de 2024 20:45 | España                   | 32–23   | Japón       | Olympic Sports Center, Chuzhou Asistencia: 500 espectadores Árbitros: Al-Enezi, Al-Naseem |
| 22 de agosto de 2024 20:45 | Regordan, B. Rodríguez 7 | (17–11) | Matsumoto 6 | Olympic Sports Center, Chuzhou Asistencia: 500 espectadores Árbitros: Al-Enezi, Al-Naseem |
| 22 de agosto de 2024 20:45 | 1×                       | [ 96 ]  |             | Olympic Sports Center, Chuzhou Asistencia: 500 espectadores Árbitros: Al-Enezi, Al-Naseem |

| 22 de agosto de 2024 20:45 | Francia  | 25–23   | Alemania | International Handball Hall, Chuzhou Asistencia: 300 espectadores Árbitros: El-Beltagy, Mahmoud |
| 22 de agosto de 2024 20:45 | Kingue 6 | (15–10) | Ott 7    | International Handball Hall, Chuzhou Asistencia: 300 espectadores Árbitros: El-Beltagy, Mahmoud |
| 22 de agosto de 2024 20:45 | 1×       | [ 97 ]  |          | International Handball Hall, Chuzhou Asistencia: 300 espectadores Árbitros: El-Beltagy, Mahmoud |

### Semifinales del puesto 5.º al 8.º
| 23 de agosto de 2024 18:15 | Croacia   | 23-26   | Alemania    | Olympic Sports Center, Chuzhou Asistencia: 600 espectadores Árbitros: Araújo, Perdomo |
| 23 de agosto de 2024 18:15 | Vuković 8 | (10-15) | Bornhardt 5 | Olympic Sports Center, Chuzhou Asistencia: 600 espectadores Árbitros: Araújo, Perdomo |
| 23 de agosto de 2024 18:15 | 1×        | [ 98 ]  | 3×          | Olympic Sports Center, Chuzhou Asistencia: 600 espectadores Árbitros: Araújo, Perdomo |

| 23 de agosto de 2024 20:45 | Serbia        | 21–20  | Japón         | Olympic Sports Center, Chuzhou Asistencia: 1,000 espectadores Árbitros: Fremstad, Jørstad |
| 23 de agosto de 2024 20:45 | Nedeljković 8 | (14–7) | Oyama, Samo 5 | Olympic Sports Center, Chuzhou Asistencia: 1,000 espectadores Árbitros: Fremstad, Jørstad |
| 23 de agosto de 2024 20:45 | 1×            | [ 99 ] | 4×            | Olympic Sports Center, Chuzhou Asistencia: 1,000 espectadores Árbitros: Fremstad, Jørstad |

| 23 de agosto de 2024 18:15 | Dinamarca    | 21–20   | Francia | International Handball Hall, Chuzhou Asistencia: 500 espectadores Árbitros: Correa, Conberse |
| 23 de agosto de 2024 18:15 | Plougstrup 8 | (7–11)  | Injai 4 | International Handball Hall, Chuzhou Asistencia: 500 espectadores Árbitros: Correa, Conberse |
| 23 de agosto de 2024 18:15 | 2× 1×        | [ 100 ] | 3× 1×   | International Handball Hall, Chuzhou Asistencia: 500 espectadores Árbitros: Correa, Conberse |

| 23 de agosto de 2024 20:45 | Hungría   | 16–19   | España                   | International Handball Hall, Chuzhou Asistencia: 300 espectadores Árbitros: Bolic, Hurich |
| 23 de agosto de 2024 20:45 | Fazekas 5 | (7–12)  | Regordan, B. Rodríguez 6 | International Handball Hall, Chuzhou Asistencia: 300 espectadores Árbitros: Bolic, Hurich |
| 23 de agosto de 2024 20:45 | 4×        | [ 101 ] | 2×                       | International Handball Hall, Chuzhou Asistencia: 300 espectadores Árbitros: Bolic, Hurich |

### Partido por el 7.º puesto
| 25 de agosto de 2024 10:30 | Croacia   | 30–29   | Japón                 | International Handball Hall, Chuzhou Asistencia: 300 espectadores Árbitros: Ismoilov, Ismoilov |
| 25 de agosto de 2024 10:30 | Vuković 6 | (12–14) | Matsumoto, Nakamura 8 | International Handball Hall, Chuzhou Asistencia: 300 espectadores Árbitros: Ismoilov, Ismoilov |
| 25 de agosto de 2024 10:30 | 1×        | [ 102 ] | 4×                    | International Handball Hall, Chuzhou Asistencia: 300 espectadores Árbitros: Ismoilov, Ismoilov |

### Partido por el 5.º puesto
| 25 de agosto de 2024 13:00 | Alemania | 28-23   | Serbia    | International Handball Hall, Chuzhou Asistencia: 1,000 espectadores Árbitros: Cheng, Zhou |
| 25 de agosto de 2024 13:00 | Rohr 8   | (15-10) | Radovic 5 | International Handball Hall, Chuzhou Asistencia: 1,000 espectadores Árbitros: Cheng, Zhou |
| 25 de agosto de 2024 13:00 | 2× 1×    | [ 103 ] | 2×        | International Handball Hall, Chuzhou Asistencia: 1,000 espectadores Árbitros: Cheng, Zhou |

### Partido por el3.erpuesto
| 25 de agosto de 2024 15:30 | Francia  | 24–25   | Hungría                    | International Handball Hall, Chuzhou Asistencia: 4,000 espectadores Árbitros: Kažanegra, Vujačić |
| 25 de agosto de 2024 15:30 | Kingue 5 | (13–16) | Keceli-Mészáros, Kriston 5 | International Handball Hall, Chuzhou Asistencia: 4,000 espectadores Árbitros: Kažanegra, Vujačić |
| 25 de agosto de 2024 15:30 | 2×       | [ 104 ] | 4×                         | International Handball Hall, Chuzhou Asistencia: 4,000 espectadores Árbitros: Kažanegra, Vujačić |

### Final
| 25 de agosto de 2024 18:00 | Dinamarca    | 22-23   | España      | International Handball Hall, Chuzhou Árbitros: Altmár, Horváth |
| 25 de agosto de 2024 18:00 | Plougstrup 7 | (11-9)  | Rodríguez 8 | International Handball Hall, Chuzhou Árbitros: Altmár, Horváth |
| 25 de agosto de 2024 18:00 | 2× 1×        | [ 105 ] | 3× 1×       | International Handball Hall, Chuzhou Árbitros: Altmár, Horváth |

## Clasificación final
| Rank              | Team               |
| ----------------- | ------------------ |
| Medalla de oro    | España             |
| Medalla de plata  | Dinamarca          |
| Medalla de bronce | Hungría            |
| 4                 | Francia            |
| 5                 | Alemania           |
| 6                 | Serbia             |
| 7                 | Croacia            |
| 8                 | Japón              |
| 9                 | República Checa    |
| 10                | Noruega            |
| 11                | Brasil             |
| 12                | Montenegro         |
| 13                | Suecia             |
| 14                | Suiza              |
| 15                | China              |
| 16                | Países Bajos       |
| 17                | Rumania            |
| 18                | Argentina          |
| 19                | Corea del Sur      |
| 20                | Austria            |
| 21                | Egipto             |
| 22                | República de China |
| 23                | Kosovo             |
| 24                | Nigeria            |
| 25                | Islandia           |
| 26                | Angola             |
| 27                | Kazajistán         |
| 28                | India              |
| 29                | Chile              |
| 30                | Guinea             |
| 31                | Canadá             |
| 32                | Groenlandia        |

## Equipo de las estrellas
Seis naciones están representadas en el equipo All Star, con España teniendo a dos jugadoras incluidas: la MVP Belén Rodríguez Lario y la central Marta Regordan Silva.
| Posición          | Nombre                                     | País      |
| ----------------- | ------------------------------------------ | --------- |
| Guardametas       | Freja Fonseca Nielsen y Zenia Hald Nielsen | Dinamarca |
| Extremo derecha   | Dawiya Abdou                               | Francia   |
| Lateral derecha   | Virág Fazekas                              | Hungría   |
| Central           | Marta Regordan Silva                       | España    |
| Lateral izquierda | Anne Dolberg Plougstrup                    | Dinamarca |
| Extremo izquierda | Era Baumann                                | Suiza     |
| Pivote            | Aylin Bornhardt                            | Alemania  |
| MVP               | Belén Rodríguez Lario                      | España    |
| Máximo anotadora  | Virág Fazekas                              | Hungría   |

## Medallistas
|                   | Medalla de oro                                          | Medalla de plata                                                      | Medalla de bronce                                            |
|                   | España                                                  | Dinamarca                                                             | Hungría                                                      |
| Guardametas       | - Goundo Gassama - Udane Bernabé - Andrea Sáez          | - Freja Fonseca Nielsen - Zenia Hald Madsen                           | - Boglárka Lukács - Gréta Majoros - Réka Grebenár            |
| Pivotes           | - Kelly Fonkeng - Libe Arruabarrena - Kadidiatou Jallow | - Andrea Münster Schrøder - Emilie Schleicher - Caroline Friis Hansen | - Nóra Viktória - Liza Seres                                 |
| Lateral izquierdo | - Anna Ros Quesada - Belén Rodríguez - Nerea Patiño     | - Kristine Hoppe - Anne Dolberg Plougstrup - Signe Bang Andersen      | - Veronika Balogh - Noémi Kacsó - Arina Vári - Anna Szeibert |
| Lateral derecho   | - Estitxu Rodríguez - Judit González                    | - Julie Groth Persson - Clara Bro Vejlgaard                           | - Virág Fazekas - Kíra Kriston                               |
| Central           | - Marta Regordán - Naroa Baquedano                      | - Cecilie Zimmer Hedegaard - Cecilie Frydendahl Nørskov               | - Renáta Keceli-Mészáros - Polett Rédecsi - Liza Pálmai      |
| Extremo derecho   | - Nayra Solís - Sara Palanqués                          | - Emma Røgilds Klæstrup - Ditte Alnor Michelsen                       | - Dalma Varga - Dorka Papp                                   |
| Extremo izquierda | - Elena Torres - Celia García Sánchez                   | - Andrea Bjertrup Jensen - Anna Mulbjerg Kristensen                   | - Hanna Mihály - Fanni Bede                                  |
| Entrenadora       | - Cristina Cabeza                                       | - Ole Bitsch                                                          | - Beáta Bohus                                                |